# Colonització de l'espai

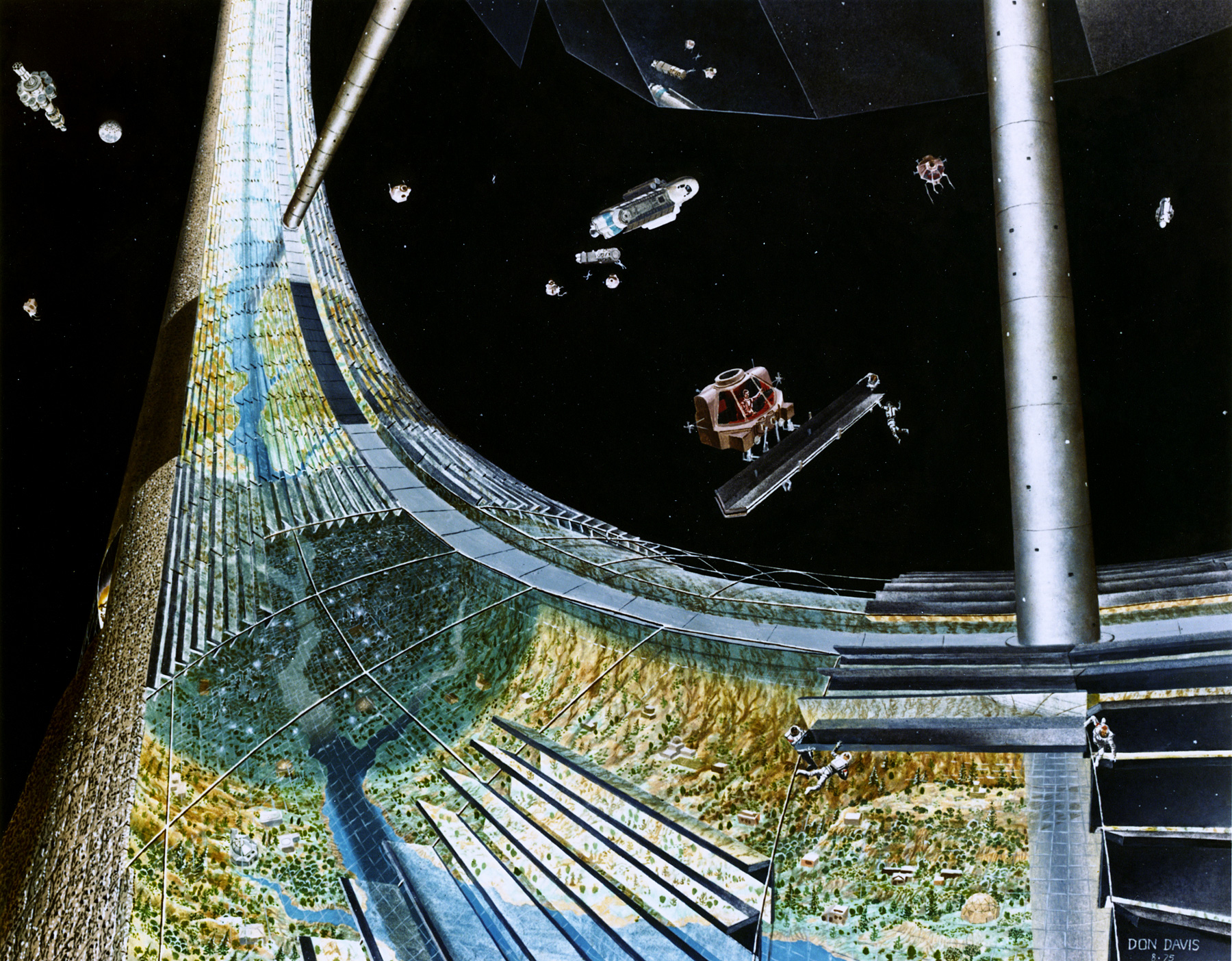
Hàbitat espacial en construcció anomenat Stanford Torus, dibuix artístic per a la NASA, 1975.

La colonització de l'espai, o colonització espacial, és el concepte de l'habitabilitat permanent humana fora de la Terra. En l'actualitat, hi ha moltes propostes i especulacions sobre la primera colònia espacial. Es mostra com un objectiu a llarg termini d'alguns programes espacials nacionals. Els llocs potencials per a les colònies espacials inclouen la Lluna, Mart, asteroides i hàbitats espacials flotants lliures. Existeixen grans quantitats de materials necessaris per a aquesta fita, com energia solar i aigua, sent disponibles a la Lluna, Mart, asteroides propers a la Terra o altres cossos planetàris.
Diversos grups de desenvolupament com la NASA, l'ESA, i les agències espacials russa i xinesa, com també altres científics han estudiat la viabilitat dels projectes de les colònies espacials en diverses parts del sistema solar. Encara que han determinat que no hi ha matèries primeres utilitzables a la Lluna i els asteroides propers a la Terra, l'energia solar està disponible en grans quantitats però calen majors i noves descobertes científiques, que han de ser avaluades a través de l'enginyeria, una millor comprensió de l'adaptació humana a l'espai i recursos financers, especialment grans per posar en pràctica aquests projectes. Gairebé tots els projectes es redueixen a un nivell d'avaluació teòrica o han estat abandonats.
L'única presència humana permanent a l'espai és ara la de l'estació espacial internacional, que no és independent. El 2008, l'únic projecte amb un pla de finançament era una base permanent amb quatre astronautes a la Lluna que utilitzaria els recursos locals aportats per la NASA entre 2019 i 2024, però el seu pressupost va ser cancel·lat el 2010. L'ESA i les agències espacials russa, japonesa i la xinesa planegen establir una ubicació d'avançada a la Lluna posteriorment del 2025.
Altres estudis teòrics de colònies a l'espai situen sobre altres satèl·lits naturals, asteroides o planetes com Mart han estat estudiats pels científics, i alguns d'ells pensen que les primeres colònies podrien ser estacions espacials situades en òrbites planetàries o solars. S'han analitzat més estudis ambiciosos, com la colonització de les llunes de Júpiter fins a l'establiment de colònies de centenars de milers d'individus o terraformar certs planetes, però aquests són més teòrics i requereixen grans avenços científics i tecnològics que podrien ser possibles en el molt llarg termini.
El director de la NASA fins al 2009, Michael Griffin, va identificar la colonització de l'espai com l'objectiu final dels programes espacials actuals, però la necessitat de la humanitat de colonitzar l'espai en el futur pròxim o llunyà no és unànimement acceptat per la comunitat científica.

## Història científica
El concepte de colonització de l'espai està estretament lligat a la del vol espacial i de l'astronàutica.
Una de les figures pioneres de l'astronàutica russa, Konstantín Tsiolkovski, fou un dels primers a esmentar el concepte de la colonització de l'espai de manera científica en el seu llibre de 1903, L'exploració de l'espai còsmic per mitjà dels motors de reacció, en el qual descriu l'ús de l'energia solar, una gravetat artificial per rotació i l'ús d'un hivernacle per crear un ecosistema tancat. També és el primer a concebre la idea d'un ascensor espacial en el seu llibre de 1895 L'especulació sobre la terra, el cel i Vesta. Va resumir el seu punt de vista sobre el futur de la humanitat en una de les cites més famoses:
| « | La Terra és el bressol de la humanitat, però no passarà tota la seva vida en un bressol. | » |

El físic alemany, Hermann Oberth, proposa, el 1923, l'ús d'estacions espacials permanents i viatges interplanetaris en la seva tesi doctoral rebutjada com una utopia per la Universitat de Múnic però acceptada per la Universitat de Babeş-Bolyai de Romania el mateix any.

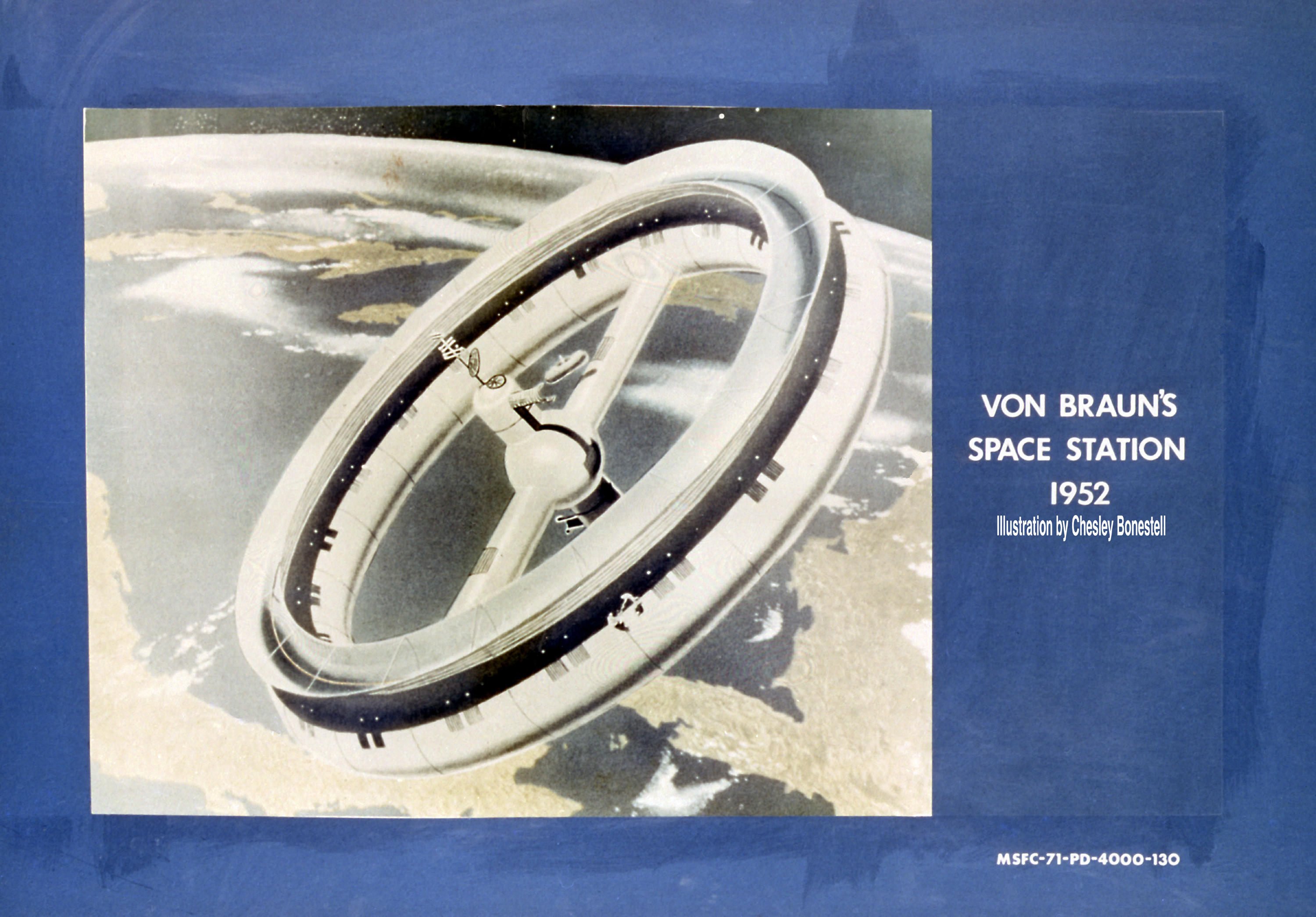
Projecte de l'estació orbital de Wernher von Braun, 1952.

El científic eslovè Herman Potočnik és el primer a idear una estació orbital en forma de roda col·locada en òrbita geoestacionària. Un dels antics ajudants d'Oberth, l'astronàutic Wernher von Braun, va reprendre el 1952 les idees de Potočnik amb un projecte d'una estació espacial amb forma de roda girant sobre si mateixa per assegurar la gravetat artificial en diàmetre de 75 metres servint de lloc avançat i camp base per a l'assentament permanent a la Lluna a la regió de Sinus Roris i per l'exploració de Mart. L'americà Robert Goddard, un altre pare de l'astronàutica, és el primer a esmentar la idea d'usar un arc espacial de propulsió nuclear per salvar la humanitat de la mort del Sol i portar-la a un altre sistema planetari. La por d'una crítica científica va fer que posés el manuscrit en un sobre tancat i no va ser publicat fins cinquanta anys després. L'ús dels recursos extraterrestres per la conquesta de l'espai també s'afirma per Goddard el 1920.
L'astrofísic suís Fritz Zwicky el 1948 i l'astrònom nord-americà Carl Sagan el 1961 són els primers a proposar la idea de la terraformació per transformar les condicions de vida d'un món perquè la humanitat el pugui colonitzar. El físic anglès Freeman Dyson el 1960 posa en relleu la idea que una civilització avançada podria envoltar completament els hàbitats espacials, amb la creació d'una esfera de Dyson.
El 1975 la NASA va publicar una sèrie d'estudis sobre el tema, realitzat en col·laboració amb diverses universitats. L'informe estima que per a la colonització de l'espai sigui possible, s'haurien de considerar milers de llançaments, el que requeriria un sistema de llançament molt més barat que els coets consumibles de llavors. És en aquest context que el desenvolupament del transbordador espacial americà, inicialment un llançador reutilitzable, però en última instància va esdevenir parcialment reutilitzable per raons de costos de desenvolupament i les restriccions pressupostàries a causa de l'eliminació gradual de la cursa espacial després de les missions lunars.
El físic americà Gerard K. O'Neill, en el seu llibre de 1977 The High Frontier: Human Colonies in Space, desenvolupa la idea d'una colonització massiva d'hàbitats espacials gegants.
Després d'una pausa a causa de la paralització de la carrera espacial, que està vinculada a la guerra freda, el concepte de colonització espacial és menys ambiciosa però més realista, amb l'establiment de l'estació espacial internacional, o futures bases permanents a la Lluna o de Mart per la introducció d'un programa a mitjà i llarg termini de la NASA i l'ESA. Molts altres projectes de colonització del sistema solar també han estat estudiats pels científics durant dècades, però no s'han concedit fons de finançament com ara la NASA.

## Recursos i tecnologies necessàries
Per construir colònies a l'espai cal mà d'obra, aliments, materials de construcció, energia, transport, comunicacions, sostenibilitat ambiental, incloent-hi la gravetat i la protecció contra radiacions. Per ser viable, una colònia ha d'estar situada de manera per tal de facilitar l'accés a aquests recursos. En les següents seccions es desenvolupen els temes abordats pels estudis dels científics i les agències espacials.

### Transport

#### Accés a l'espai

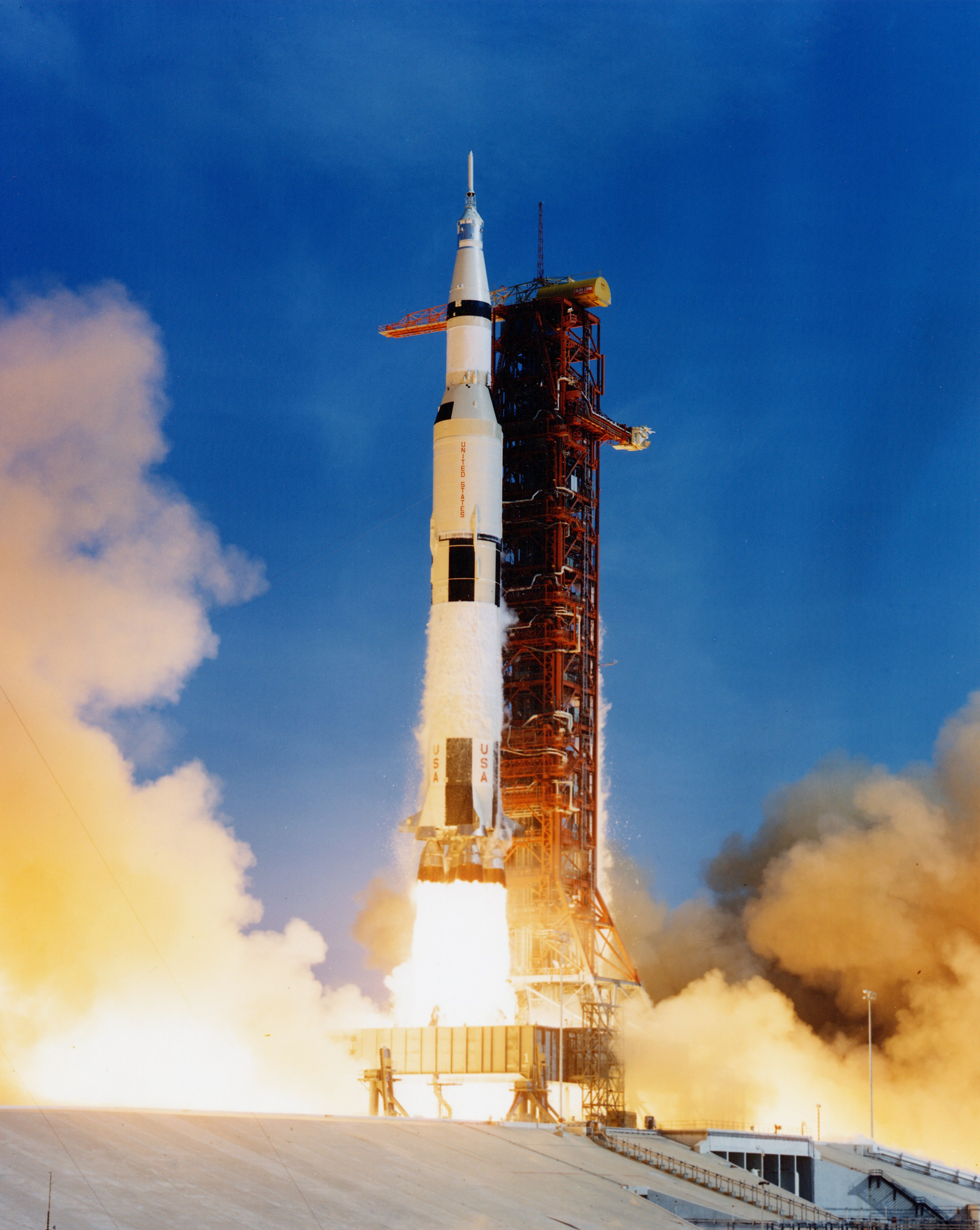
Enlairament de la missió Apollo 11 a bord d'un coet Saturn V el 16 de juliol de 1969.

Des del començament de la conquesta espacial i els primers coets de la dècada del 1960, la tecnologia d'accés a l'espai des de la Terra no ha canviat de manera important, i es basa en llançadors espacials consumibles a part del transbordador espacial americà que va finalitzar el seu servei el 2011.
Les tecnologies actuals permeten obtenir un índex constructiu, és a dir la relació entre la massa de les estructures i la massa de propel·lent, de l'ordre d'un 10%. Per a les càrregues que van dirigides a òrbita terrestre baixa van des d'unes poques desenes de tones com a màxim, això condueix a llançadors de múltiples etapes que poden pesar centenars de tones en l'enlairament. La massa de la càrrega útil és només un petit percentatge de la massa del llançador en l'enlairament. La massa en la qual un llançador ha de donar prou velocitat d'escapament que permeti escapar de la gravetat terrestre, a 11 km/s, és 4-5 vegades menor que el rendiment en una òrbita baixa, que cal 8 km/s, el que augmenta el cost per kg.
El cost actual és de diversos milers d'euros per kg. en òrbita, sense incloure els costos de desenvolupament dels llançadors. El coet Ariane 5 pot enviar 20 tones en òrbita baixa de la Terra per un cost de posada en marxa d'uns 150 milions d'euros, 7500 euros per kg. de càrrega útil. Per al subministrament de l'Estació Espacial Internacional en òrbita baixa, la xifra puja d'11.300 euros per kg. en la nau espacial russa Progress a 43.000 euros per kg. pel vehicle de transferència automatitzat. Es necessiten 14000 euros per enviar càrregues lleugeres en òrbita baixa terrestre amb el futur llançador Vega. Per enviar una càrrega útil superior a les 100 tones en òrbita baixa, o 47 tones a la Lluna, s'ha de construir un coet gegant dotat de grans tancs per emmagatzemar combustible i oxidant. Un exemple seria el llançador de coets Saturn V que va costar només una tercera part del pressupost del Programa Apollo, el desenvolupament i posada en marxa, més de 6,4 miliards de dòlars en el moment.
Malgrat aquests números alts, el cost de llançament és marginal al cost total d'algunes missions espacials fora dels costos de desenvolupament del llançador. Per exemple, el cost de 422 milions de dòlars del llançacoets Titan IV representen només el 13% dels 3,27 miliards de dòlars amb càrrec al pressupost de la missió Cassini-Huygens.
No obstant això, el cost del transport a l'òrbita terrestre i més enllà és considerada una de les principals limitacions de l'exploració espacial després que la NASA intentés pensar a resoldre el problema amb coets molt més lleugers gràcies als nous materials, o l'ús dels recursos per a la colonització de planetes, llunes i asteroides amb gravetat amb costos molt més petits que la Terra i, per tant, reduït per al transport tal com va ser estudiat per Robert Zubrin ou O'Neill et la NASA.
També hi ha projectes teòrics a llarg termini per construir un ascensor espacial, però encara queden molts reptes a esbrinar.

#### Transport en el sistema solar

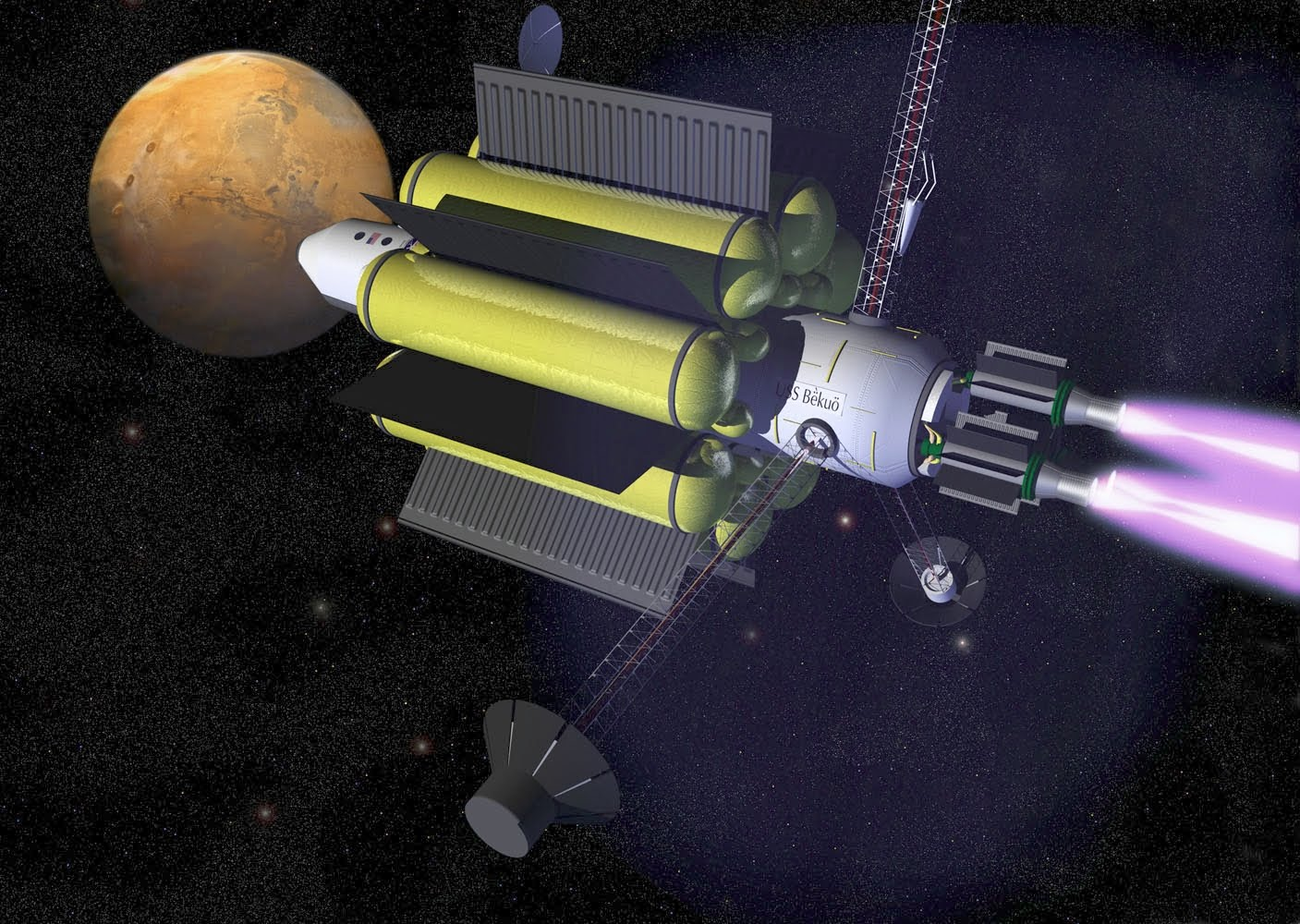
Nau espacial interplanetària amb propulsió electromagnètica per plasma anomenada VASIMR (Visió artística per la NASA).

Els mitjans de transport de propulsió utilitzant els recursos fora de la Terra poden reduir significativament els costos. El combustible enviat des de la Terra resulta ser massa car fins i tot amb les innovacions descrites anteriorment.
Altres tecnologies, com la propulsió captiva, la VASIMR, el motor iònic, el coet solar tèrmic, la vela solar i la propulsió tèrmica nuclear, tots poden reduir potencialment el problema del cost i la durada de transport un cop a l'espai. La propulsió VASIMR podria reduir el temps de transport entre la Terra i Mart, que és de dos anys, en només 39 dies.
A la Lluna, una possibilitat considerada per la NASA és construir una catapulta electromagnètica per llançar les matèries primeres a instal·lacions en òrbita, ja que costaria molt menys que enviar els aparells ja processats o fabricats des de la Terra · . D'acord amb els estudis teòrics realitzats per Jerome Pearson, consultor de la NASA, podria ser utilitzat un ascensor espacial lunar. A diferència de l'ascensor espacial terrestre, pot ser construït amb les tecnologies existents, però encara no ha estat establert un programa de construcció.

### Material
Per subministrar els materials a colònies orbitals amb llançaments des de la Terra seria molt car, científics, com Robert Zubrin, havien pensat a portar matèries primeres de la Lluna, de Ceres, des d'asteroïdes propers a la Terra, Fobos o Deimos, on les forces gravitatòries són molt més baixes i on no hi ha ni atmosfera, ni biosfera que les embolcalli. Les colònies a la Lluna i Mart podrien utilitzar els recursos locals, encara que la lluna té una quantitat insuficient d'hidrogen, en carboni i en nitrogen però molt oxigen, en silici i en metalls. Els asteroides propers a la Terra contenen grans quantitats de metalls, oxigen, hidrogen i carboni, i també una mica de nitrogen, però prou per evitar els subministraments des de la Terra. Més distant, els asteroïdes troians semblen tenir alts nivells d'aigua de gel i altres materials volàtils.

### Energia

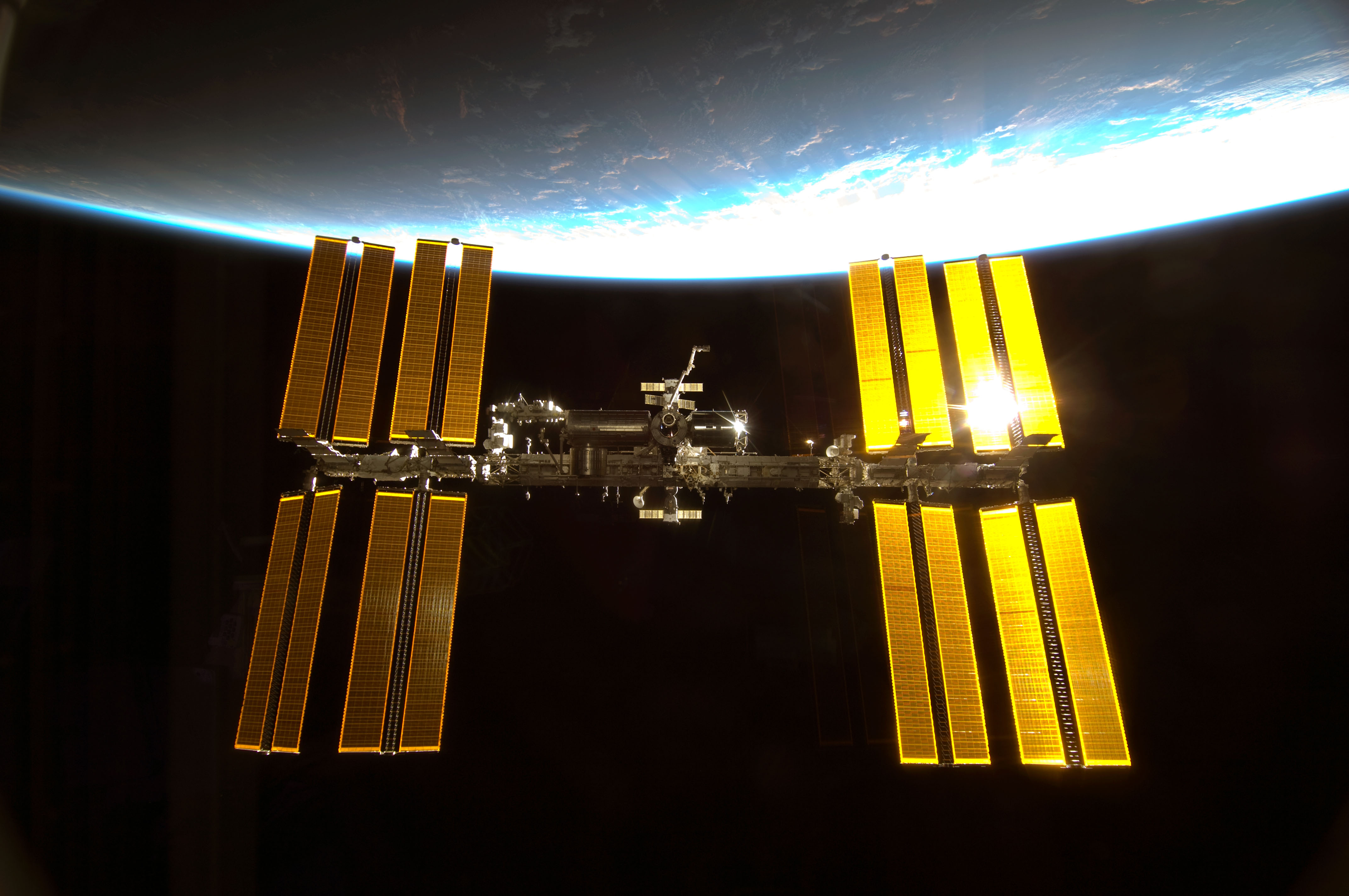
L'estació espacial internacional i els seus panells solars vists des de la missió STS-130 apropant-se.

L'energia solar, abundant i fiable en l'òrbita terrestre, és comunament utilitzat pels satèl·lits i l'estació espacial internacional actualment. No hi ha nit a l'espai, sense núvols, ni atmosfera per bloquejar la llum del Sol. L'energia solar disponible en watts per m² a qualsevol distància d del Sol es pot calcular per la fórmula E = 1366/d²; d es mesura en unitat astronòmica.
Calen grans estructures per convertir energia solar en electricitat. A la Terra, el cost dels països desenvolupats és de 2-6 quilowatts per persona (o 10 megawatts-hora per persona a l'any), les necessitats a l'espai probablement són molt més grans, dos panells solars de l'estació espacial internacional poden satisfer les necessitats dels trenta cases del medi terrestre. Entre 1978 i 1981, el Congrés dels Estats Units va autoritzar la NASA i el DOE per estudiar el concepte. Es va organitzar el Programa d'avaluació i de desenvolupament de satèl·lits de producció d'energia que segueix sent l'estudi més complet mai realitzat sobre el tema. Especialment en la ingravidesa, la llum solar es pot utilitzar directament amb forns solars construïts amb pintures metàl·liques ultralleugeres capaç de generar temperatures de diversos milers de graus o reflectir la llum solar en els cultius amb cost relativament nul. L'energia fins i tot podria ser un producte d'exportació per a les colònies espacials que utilitzin una transmissió d'energia sense fil per raigs de microones des de centrals solars orbitals en destinació a la Lluna o la Terra.
La Lluna té nits de dues setmanes, però les zones dels pols lunars tenen el Sol permanent. Mart està més lluny del Sol i pateix de vegades tempestes de pols que redueixen una mica la intensitat de la radiació. No obstant això, la seva atmosfera filtra menys radiació solar que la Terra, el que dona esperança per a l'aprofitament de l'energia solar amb una eficiència similar, a més d'una major regularitat de Sol.
L'energia nuclear és una alternativa per a l'energia contínua en aquests cossos celestes, però no hi ha mineral d'urani, car encara no s'ha detectat, i només es troba a la Terra, però s'utilitzen per a les missions a Mart per la NASA. El desenvolupament de la fusió nuclear seria un avantatge per a les colònies, l'heli-3 és present en molts cossos en el sistema solar, inclosa la Lluna, la regolita de la superfície i dels gegants gasosos. Una dificultat important en l'ús d'energia solar tèrmica o energia nuclear en ambients amb atmosfera poc o gens densa és la dispersió de la calor generada per l'inevitable cicle de Carnot. Això requeriria grans superfícies radiants per dispersar la calor per radiació infraroja.

### Comunicacions
En comparació amb altres necessitats, la comunicació és relativament fàcil en la comunicació en òrbita terrestre o lunar gràcies als actuals satèl·lits. No obstant això, les comunicacions amb Mart i més enllà poden patir retards a causa de la propagació de la llum i altres fenòmens d'ones. Per a Mart, aquest és de 3 a 22 minuts depenent de la proximitat a la Terra (per a la comunicació simple sense resposta) i més llarg per a colònies distants. Les comunicacions amb els assentaments situats al voltant d'altres estrelles ascendiria en anys.

### Habitabilitat

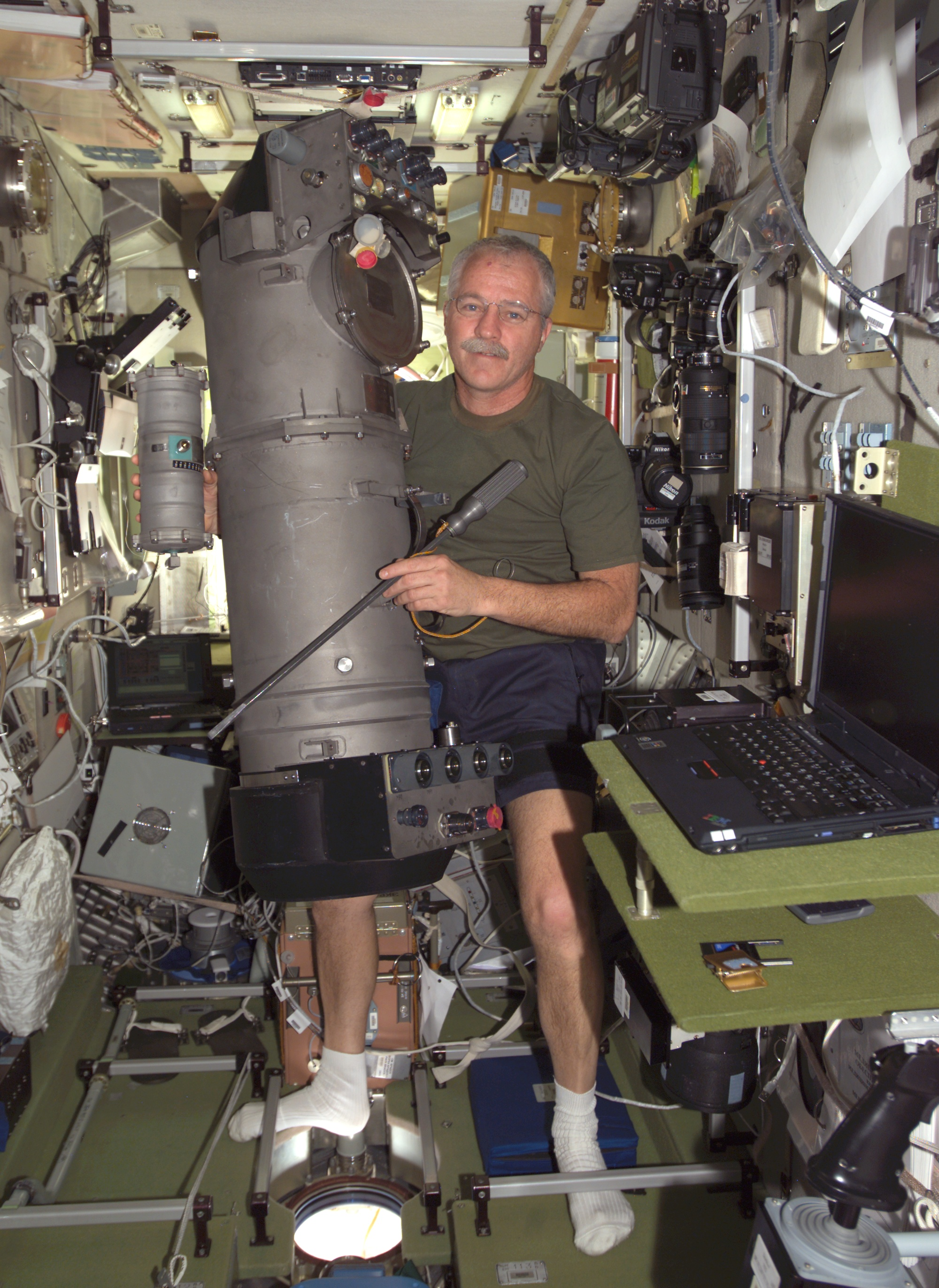
El científic i enginyer de vol John L. Phillips repara el sistema de generació d'oxigen Elektron de fabricació russa a bord de l'ISS, el maig de 2005.

Una relació de supervivència entre organismes, el seu hàbitat i el medi ambient extraterrestre es pot realitzar de tres formes diferents, o per una combinació d'aquestes:
- organismes i hàbitats completament aïllats del medi ambient amb una biosfera artificial, com per exemple el projecte Biosphere 2 o altres sistemes de suport vital ;
- modificar l'entorn de manera que es converteixi en un hàbitat viable amb terraformació;[13]
- modificar els organismes per a ser adaptats al seu nou entorn de través de l'enginyeria genètica o la creació de ciborgs, d'acord amb el transhumanisme.

Les dues últimes solucions són encara del domini de la ciència-ficció o teòric, el sistema de suport vital és la solució immediata. Els colons de fet necessitaran aire, aigua, d'aliment, de gravetat i d'una temperatura adequat per sobreviure a llargs períodes. A la Terra, la biosfera ho ofereix tot. A les instal·lacions espacials, un sistema relativament reduït i en circuit tancat hauria de reciclar tots els elements necessaris per a la vida sense cap mena de possible fracàs. La NASA i l'ESA han estudiat les diferents possibilitats dels sistemes de manteniment de vida que van més enllà del nivell reciclatge dels residus que es genera actualment a l'Estació Espacial Internacional.
El sistema de suport de vida existent més proper és sens dubte el d'un submarí nuclear. Utilitza sistemes mecànics per satisfer les necessitats humanes de mesos sense superfície. No obstant això, aquests submarins alliberen diòxid de carboni així que reciclen l'oxigen. El reciclatge del CO₂ s'ha considerat la utilització de la reacció de Sabatier o la reacció de Bosch.
Per a les missions de Mart, la NASA ofereix tres sistemes redundants de suport de vida per evitar errors crítics. Tots dos es basen en sistemes de purificació i processament químic, com ara els utilitzats en el transbordador espacial. La tercera s'utilitzaria per cultivar les plantes localment per produir aigua i oxigen pels astronautes, però aquesta tecnologia encara ha de ser validada.
El projecte de Biosfera II, a Arizona, va mostrar una petita biosfera, complexa, artificial i limitada a vuit persones que podien suportar durant un període d'almenys un any, tot i que hi va haver molts problemes. Després d'un any, mentre que la missió era de dos anys, es va haver de reposar la Biosfera II de subministrament d'oxigen.
Més enllà de Biosfera II, les estacions d'investigació en entorns hostils com la base Amundsen-Scott a l'Antàrtida o la Flashline Mars Arctic Research Station de l'Illa Devon, també poden oferir una experiència en la construcció i operació de llocs d'avançada en altres mons. La Mars Desert Research Station, mantinguda per la Mars Society, és un hàbitat construït per aquestes raons en el desert de Utah. En aquest últim cas, el terreny s'assembla a la de Mart, però les temperatures són més càlides i el clima que envolta no és el més inhòspit de la Terra.

## Riscs i limitacions a la salut

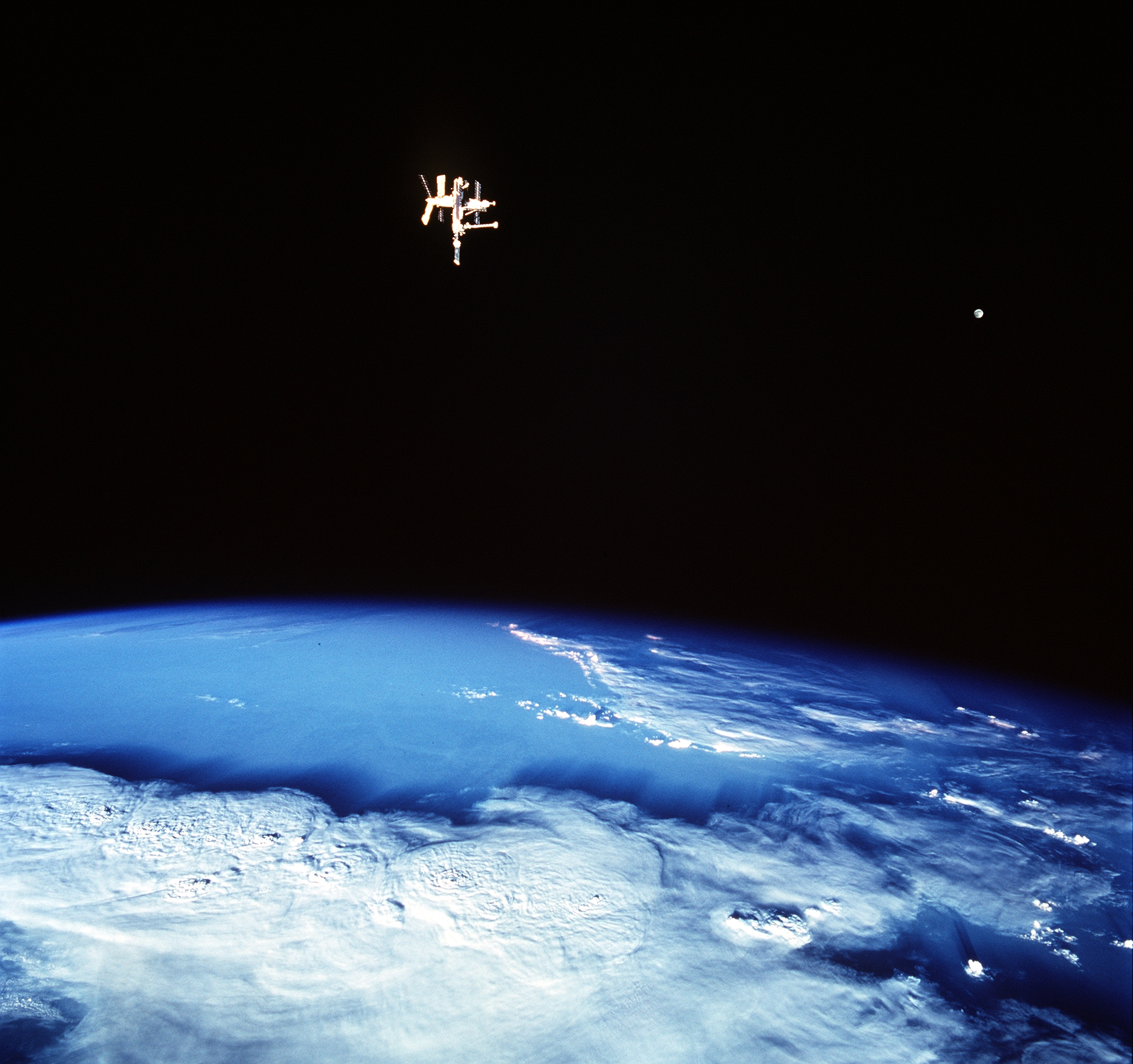
Es va recollir abundants dades sobre els efectes en la salut dels vols espacials en períodes llargs a través d'estudis dels cosmonautes russos. L'estació espacial Mir i la Lluna, el juny de 1998.

La NASA va definir 45 riscs - repartits en 16 disciplines - associades amb la salut, la seguretat i el rendiment de la tripulació durant una missió espacial i, per tant, també afecten els colons en l'espai o en un planeta amb baixa gravetat provocant la necessitat d'un hàbitat. Els principals riscos identificats són:
- l'osteoporosi,[47] incloent-hi el risc accelerat de pèrdua i de fractura òssia, una reparació òssia alterada;
- danys cardiovasculars,[48] arrítmies i disminució de les funcions cardiovasculars;
- riscos immunològics i infecciosos,[49] disfunció immunitat, l'al·lèrgia i l'autoimmunitat, la modificació de les interaccions entre els microbis i l'amfitrió;
- alteracions en el múscul esquelètic,[50] la reducció de pes, força i la resistència muscular; augment de la susceptibilitat a lesions musculars ;
- problemes d'adaptació sensorial i motriu,[51] disminució de la capacitat per dur a terme les tasques operatives durant el vol, reentrada, l'aterratge i recuperació; el mareig ;
- problemes nutricionals,[52][53] nutrició inadequada... ;
- i els problemes de conducta relacionats amb el factor humà,[54] desajust psicològic; problemes neuroconductuals; desajust entre les capacitats cognitives de la tripulació i les tasques requerides; la falta de son i els trastorns circadiaris ;
- problemes relacionats amb la radiació espacial,[55] carcinogènesi; riscs del sistema nerviós central; riscs del teixit crònic i degeneratiu... ;
- i els riscos ambientals,[56][57] contaminació de l'aire i de l'aigua; el manteniment d'una atmosfera acceptable, d'aigua potable, d'equilibri tèrmic a les zones de vida i gestió de residus.

### Vida a baixa gravetat

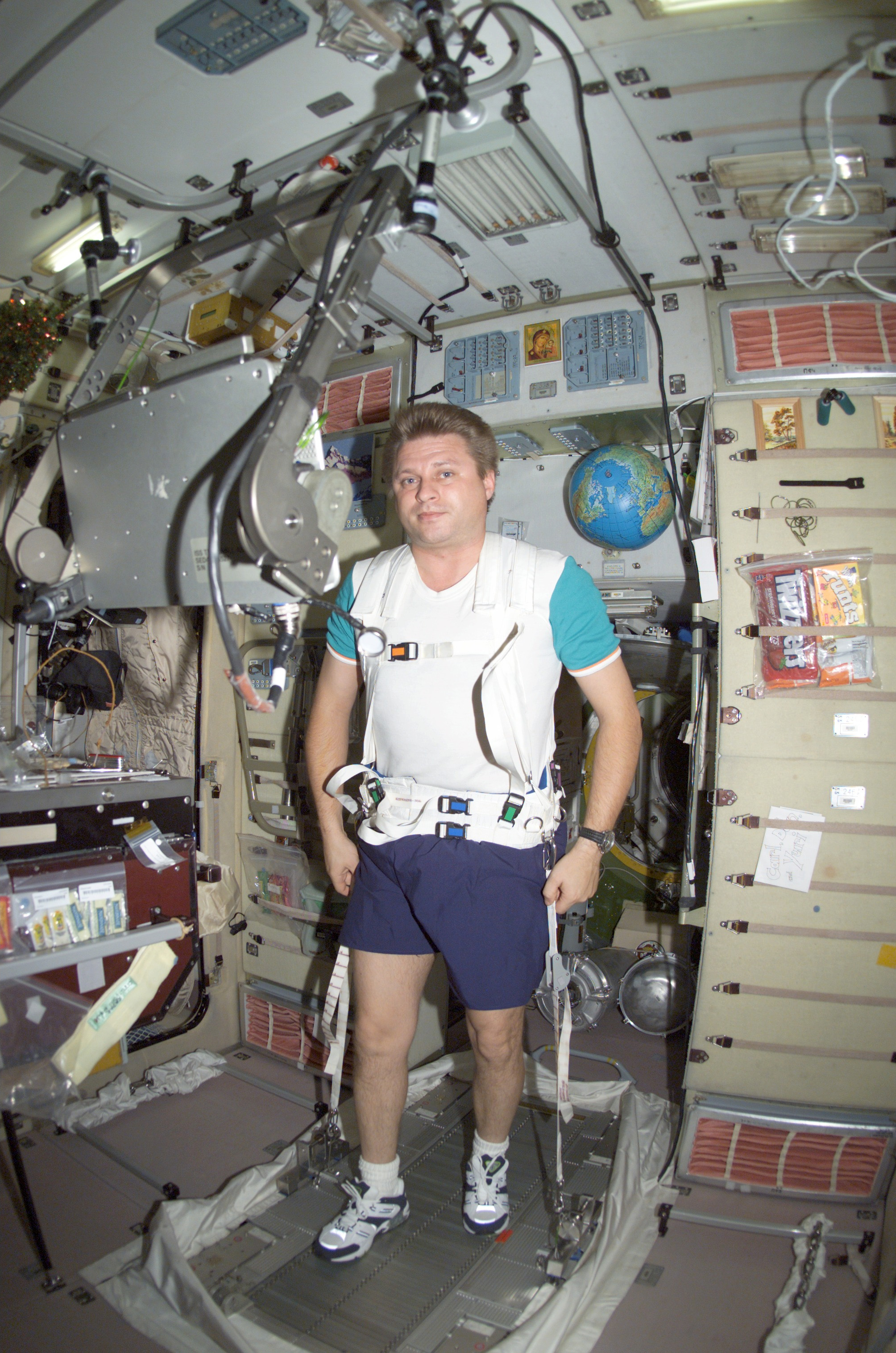
El comandant Iuri Onufrienko fent exercici a bord de l'ISS. Caminar sobre la cinta rodant és una de les maneres més eficaces per retardar l'atròfia muscular.

Els efectes nefastos per a un organisme humà vivint en ingravidesa durant un llarg període s'han identificat gràcies a llargues estades en estacions espacials com la Saliut, la Mir i l'ISS de cosmonautes com Valeri Poliakov (14 mesos consecutius a bord de la Mir i 678 dies acumulats a l'espai), Sergei Avdeyev (748 dies) o Sergueï Krikaliov (803 dies).
Si el mal de l'espai causa efectes a curt termini, com ara la desorientació o símptomes digestius benignes, l'adaptació humana a l'espai i l'absència de gravetat durant temps perllongat roman més problemàtica. Hi ha una notable pèrdua de massa muscular, l'aparició d'osteoporosi i una disminució de l'eficiència del sistema immunitari. 

En situacions de microgravetat o gravetat, el sistema músculoesquelètic ja no està subjecte a les limitacions imposades per la gravetat a la Terra, causant el deteriorament gradual. Després d'un vol espacial, s'observen canvis en l'equilibri de calci convertint-se en negatiu a causa d'una reducció de l'absorció intestinal de calci i un augment en l'excreció digestiva i urinària. Els efectes sobre la densitat mineral òssia varien molt però l'osteoporosi és més gran en els ossos de la part inferior del cos, que sol carregar, el maluc, la columna lumbar i coll femoral. L'exercici físic per si sol no sembla suficient per mantenir la massa òssia i els mitjans farmacològics estan sent avaluats.
De manera similar, els músculs esquelètics pateixen menys estrès, però també s'alteren per l'aparició d'una atròfia muscular, una disminució de la força màxima i la potència, resultant en disminució de la capacitat funcional i l'augment de la fatiga muscular dels membres. Per limitar el dany muscular, sembla que el mètode més eficaç d'exercici d'alta intensitat és la resistència, realitzats en períodes curts però repetidament en tot el dia.

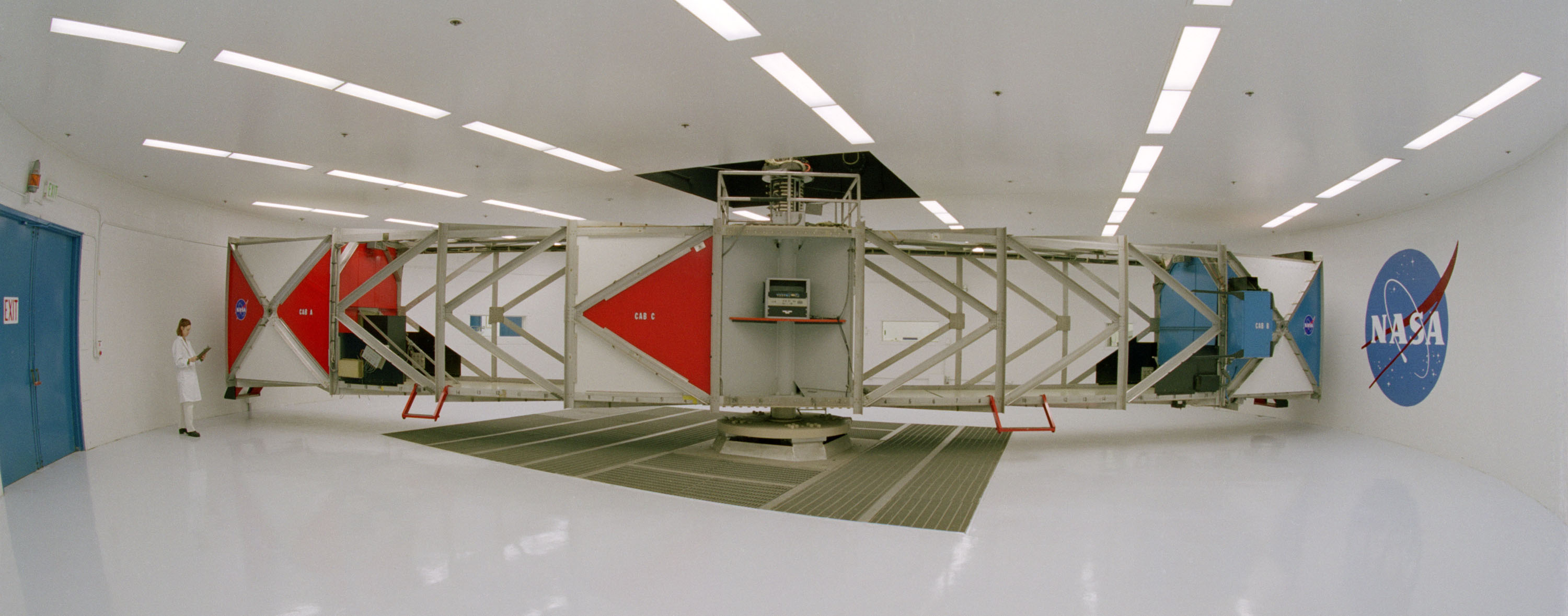
Centrifugadora de 20 G a l'Ames Research Center de la NASA.

La solució ideal per a les colònies situades en hàbitats espacials és l'establiment d'una gravetat artificial utilitzant la rotació i l'acceleració. L'efecte fisiològic és desconegut contra els colons ubicats en mons amb una menor gravetat a la de la Terra com la Lluna o Mart i el problema no es pot resoldre tan fàcilment com una instal·lació a l'espai. Les formes d'evitar problemes de salut són una formació intensiva o l'ús de centrifugadores. L'evolució fisiològica dels astronautes subjectes a la ingravidesa a llarg termini, fins i tot, tota la seva vida des del naixement o durant diverses generacions, podria ser, segons l'ESA, resultat d'una atròfia a les cames que perden mobilitat, tot i que els braços mantindrien la musculatura comparable a la d'un humà encara subjectat a la gravetat. Els biòlegs i neurofisiòlegs de l'ESA van assenyalar que la supervivència a llarg termini en condicions de microgravetat seria un problema pel retorn a la Terra després d'una estada molt llarga.

### Radiació espacial

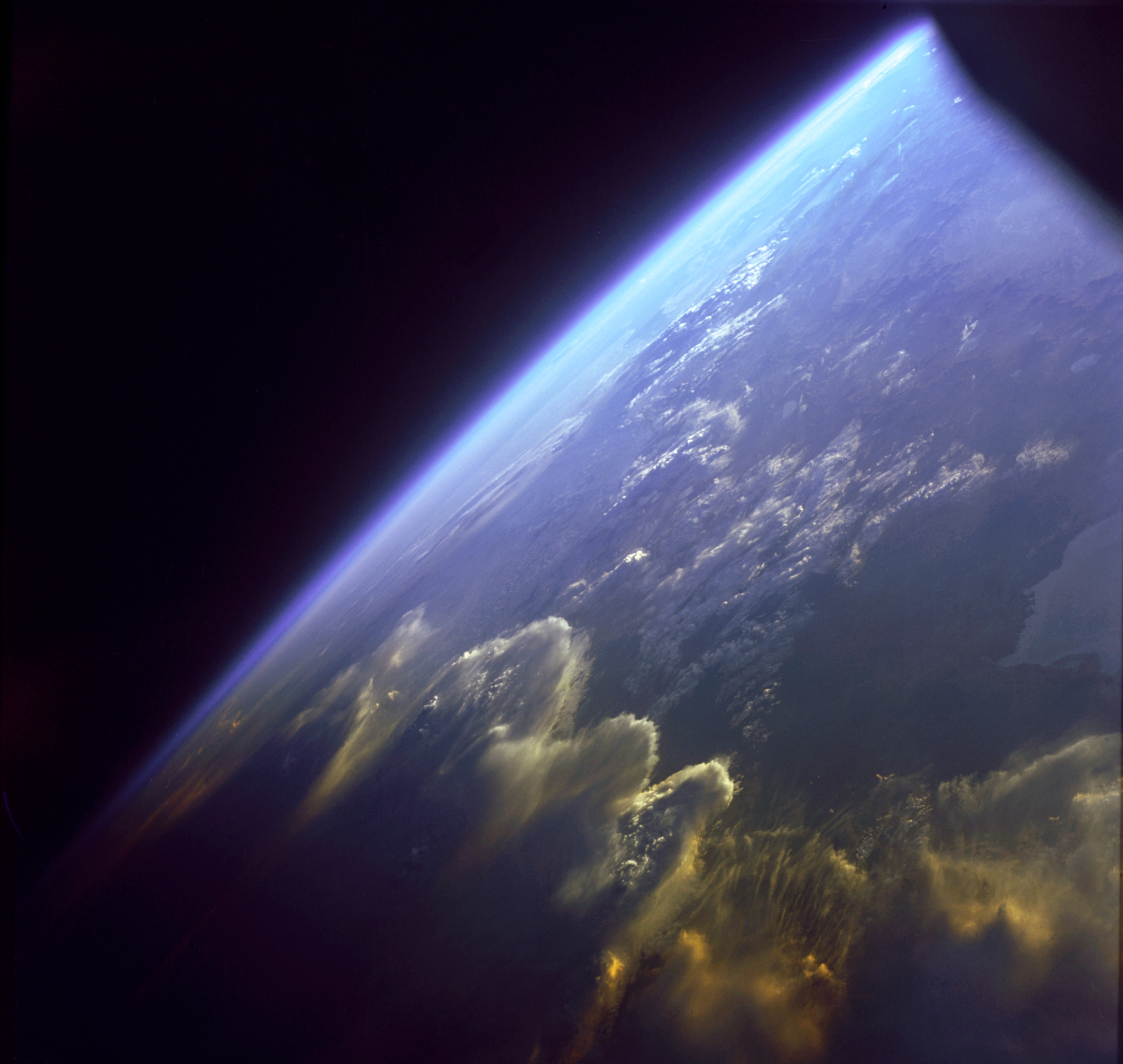
La magnetosfera i l'atmosfera protegeixen naturalment la Terra de la radiació solar i dels raigs còsmics. Els colonitzadors no es beneficiarien d'aquestes proteccions en els planetes extraterrestres o a l'espai.

Un dels fenòmens naturals més perillosos per als astronautes és l'exposició a la radiació espacial, el que representa un obstacle important per a l'exploració humana del sistema solar. Aquesta radiació prové principalment de partícules emeses per la radiació solar, dels raigs còsmics i del cinturó de Van Allen que envolta la Terra. L'efecte negatiu de la radiació en la salut dels astronautes seran més importants per als vols espacials de llarga durada en allunyar-se de l'òrbita baixa de la Terra, ja que proporcionava certa protecció.
Les partícules emeses per aquesta radiació envien suficient energia per modificar les molècules d'ADN, podent causar diferents danys en funció de la intensitat i la durada de l'exposició. A dosis baixes, no hi ha perill, les cèl·lules mortes són reemplaçades per cèl·lules noves naturalment. Per contra, durant una exposició particularment llarga o intensa, la capacitat de reparació de l'ADN es debilita i les cèl·lules es fan malbé o moren, causant problemes de salut a curt o llarg termini.
L'exposició a la radiació espacial depèn de factors com ara l'altitud, el grau de protecció de l'astronauta, la durada de la missió, la intensitat de l'exposició i del tipus de radiació. La vulnerabilitat d'un individu a la radiació depèn de la seva sensibilitat a la radiació, per l'edat, del seu sexe i el seu estat general de salut; altres variables, com la ingravidesa o la temperatura corporal, també poden intervenir.
Algunes malalties agudes canvis com trastorns de la sang o de l'aparell digestiu (diarrea, nàusees, vòmits) poden ser benignes i curar-se espontàniament. Altres poden ser més greus i causar la mort. L'exposició a la radiació no sol causar efectes aguts, excepte en el cas de l'exposició a grans flamarades solars produint alts nivells de radiació i poden ser fatals. El problema principal és l'exposició crònica a la radiació espacial que causen efectes a llarg termini com les cataractes, infertilitat, càncers · , fins i tot una senescència prematura. Un efecte observat, però que encara no s'ha estudiat de forma científica, és que el 80% dels fills d'astronautes, de qualsevol nacionalitat, són nenes. Aquest efecte ja havia estat observat en els pilots d'aviació i això està vinculat a la radiació o microones. De totes maneres, els fills d'astronautes no han patit cap problema greu derivat.
L'establiment de normes per als límits de les dosis de radiació que poden estar exposats els astronautes és l'objecte d'estudi de la comissió internacional que s'ocupa de les qüestions mèdiques per als astronautes de l'estació espacial internacional, que consisteix grup multilateral d'activitats mèdiques com també un grup de treball sobre la radiació. Les normes s'elaboren seguint les recomanacions formulades per la Comissió Internacional de Protecció Radiològica i el Consell Nacional de Mesures i Protecció Radiològica. Si un astronauta supera la dosi límit establerta per a la durada en la seva carrera, es prohibeix de realitzar més vols espacials. Els límits d'exposició a la radiació és per intervals de trenta dies i un any estan pensats per evitar els efectes aguts, mentre que els límits de tota una carrera estan destinats a protegir contra efectes a llarg termini.
Les agències espacials consideren els riscos i desenvolupen tecnologies adequades de protecció. 

Les instal·lacions han d'estar envoltades d'escuts per absorbir la radiació. Això es pot fer a la Lluna, a Mart o asteroides usant la regolita local o la construcció d'instal·lacions subterrànies. El blindatge de les naus interplanetàries i estacions espacials plantegen més problemes, ja que representa un pes addicional significatiu i, per tant, costós, i han de ser eficaços i lleugers. Si un blindatge de pocs centímetres de gruix pot reduir l'exposició a les partícules de les erupcions solars, les proteccions han de ser de diversos metres de gruix per aturar els raigs còsmics molt més energètics, sent una solució que sembla poc realista actualment. De totes maneres, existeixen altres conceptes teòrics més exòtics, com la creació d'un tipus de magnetosfera en miniatura capaç de protegir els astronautes de la radiació.

### Nutrició

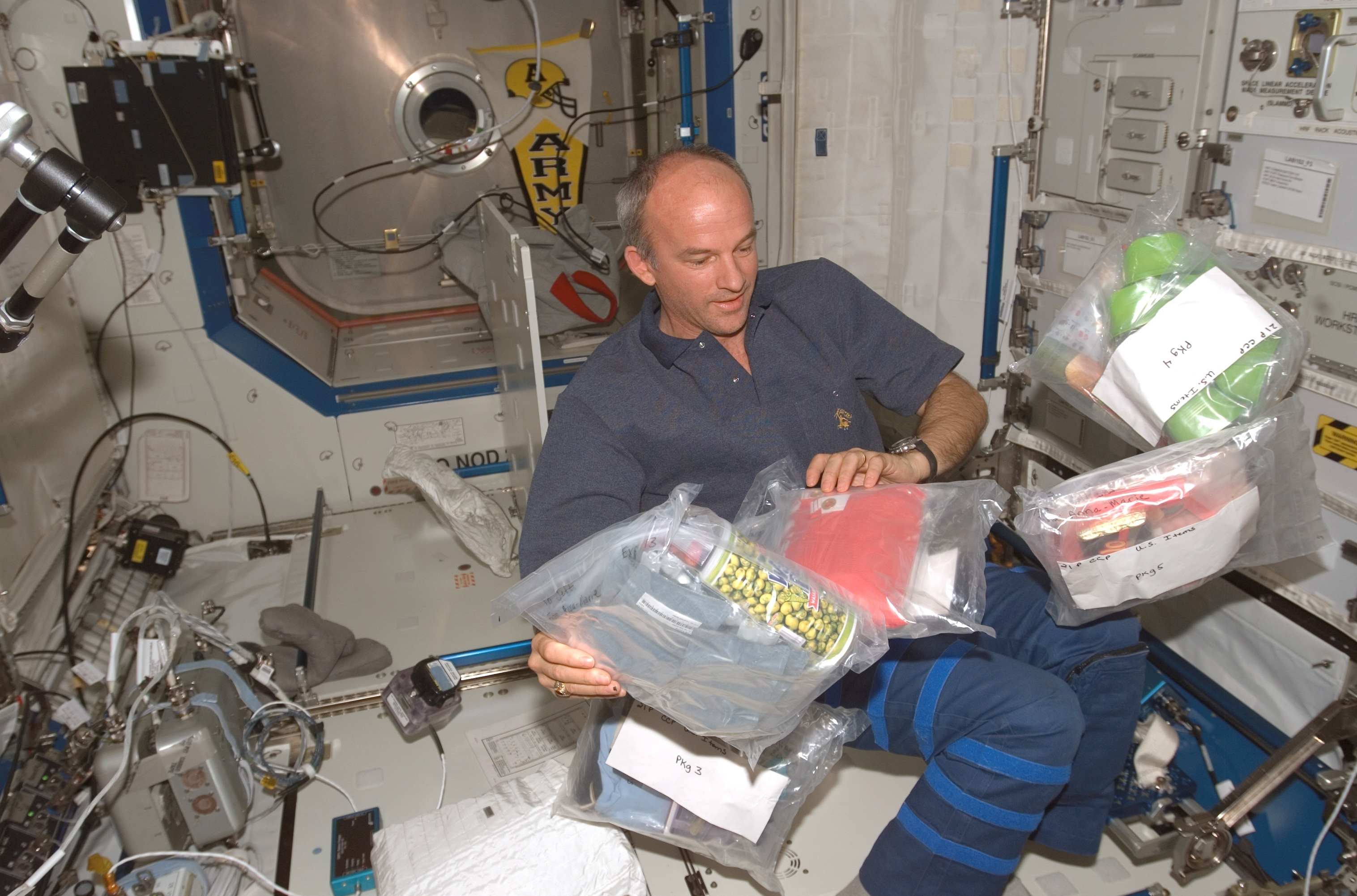
L'astronauta Jeffrey Williams a bord de l'ISS desembalant bosses que contenen aliments. Un menjar equilibrat és important per mantenir una bona nutrició i salut per a una exploració de llarga durada.

Per garantir una alimentació adaptada per a futurs colons, essencial per a les missions espacials de llarga durada, els especialistes han de primer estudiar els canvis ambientals resultants dels vols espacials i determinar les necessitats específiques influenciades per molts canvis fisiològics observats durant les estades a l'espai.
Ara és clar que l'estat nutricional s'altera durant i després dels vols espacials de llarga durada. En la majoria dels astronautes, hi ha contribucions particularment baixes de consum d'energia, associades a una ingesta insuficient de vitamines i en minerals. També hi ha una disminució d'hemoglobina, del VGM i de glòbuls vermells el que podria ser a causa de un trastorn del metabolisme del ferro vinculat a la microgravetat. Els suplements alimentaris poden ser utilitzats per mitigar aquests efectes, però la investigació continua sent necessària. La ingesta de macronutrients pot ser satisfactòri a bord de la nau, però el consum adequat de micronutrients segueix sent un problema a resoldre. El problema s'agreuja en les colònies espacials més allunyades de la Terra i la independència alimentària capaç de cobrir totes les necessitats nutricionals dels seus habitants sense dubte serà una qüestió de supervivència en cas de problema d'importació o enviament. La mesura dels efectes a llarg termini de la baixa gravetat com la Lluna o Mart és desconegut, les necessitats específiques de nutrició dels éssers humans en aquests mons són teòrics i no es poden extrapolar a partir d'experiments en l'òrbita de la Terra.

### Psicologia

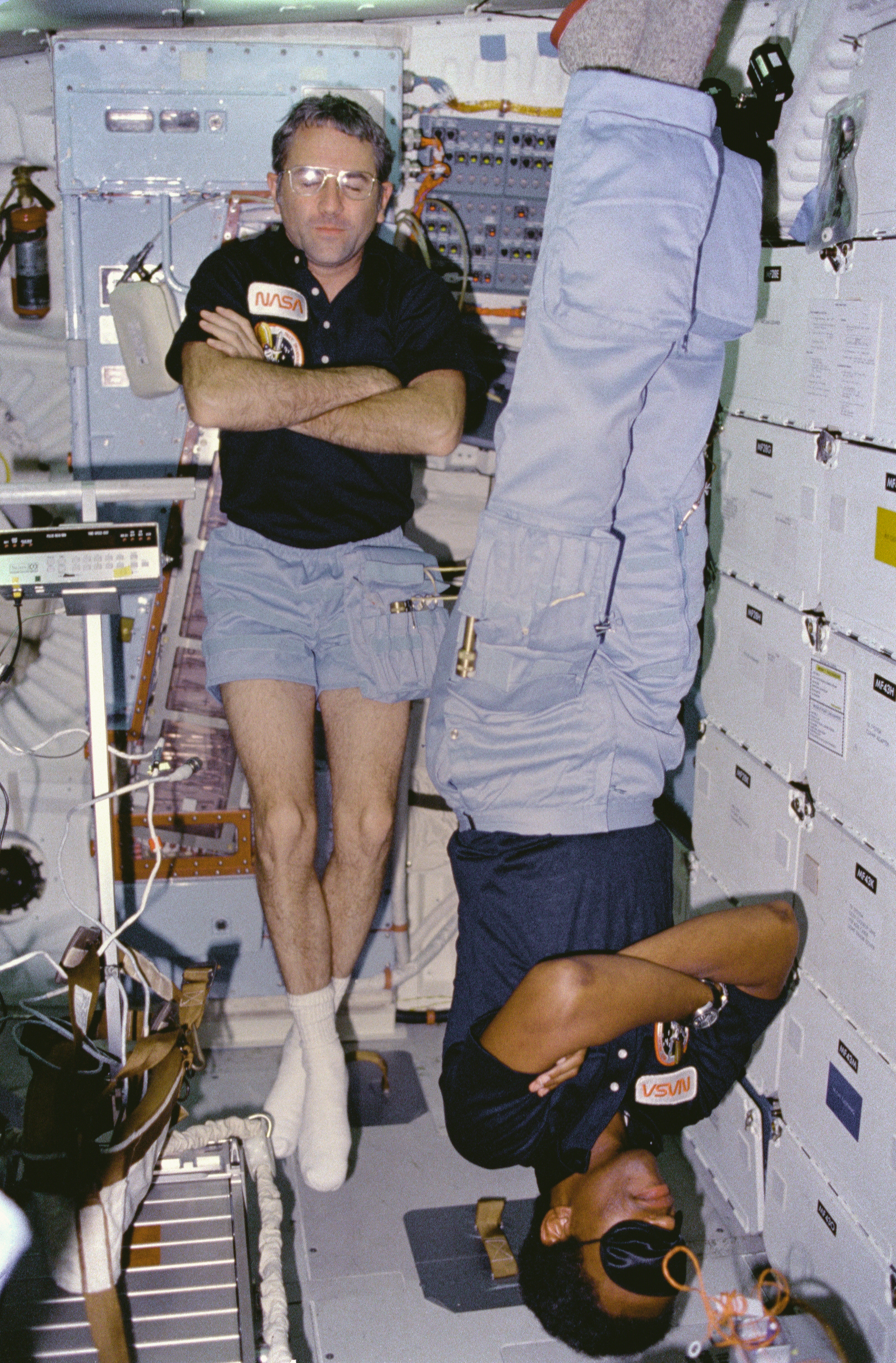
Dormir és essencial per mantenir el rendiment humà (el comandant Richard H. Truly i l'especialista de la missió Guion Bluford a bord de la llançadora espacial Challenger, 1983).

Viure en una colònia assumeix un estrès i adaptació psicològica de cara a les noves condicions de vida. La NASA creu que la seguretat de la tripulació i l'èxit d'una missió a llarg termini podria veure's seriosament amenaçada en cas de fallada psicològica humana com ara errors en l'execució de les tasques importants, problemes de comunicació i dinàmica de grup entre la tripulació, crea un estrès psicològic crític després d'una estada pels trastorns crònics de son.
Els casos d'equips que van tenir problemes per cooperar i treballar junts o amb els controladors de terra són nombrosos, tant amb els programes espacials americans o russos. Els problemes de relació i comunicació pobres ha donat lloc a situacions potencialment perilloses, com per exemple els membres de la tripulació es neguen a parlar o comunicar-se amb terra quan realitzen operacions crítiques.
Els factors de risc són un mal ajustament psicològic, problemes de son i ritme circadiari, problemes d'interfície humana/sistema, trastorns neuropsiquiàtrics com una síndrome d'ansietat i depressió.
Aquest problema de rendiment humà pot ser a causa d'una mala adaptació psicològica vis-a-vis de l'estrès dels vols espacials. Les causes de l'estrès són els riscos potencials associats amb la missió i la vida confinada i aïllada. Aquest estrès pot augmentar la monotonia i l'avorriment, especialment en el menjar, els problemes de l'autonomia i la dependència dels altres, per la promiscuïtat, per la separació de la seva família i amics, la durada del vol, les incompatibilitats i tensions interpersonals, per fallades mecàniques de la nau, per la falta de comunicació, per trastorns del son o l'aïllament social.
La interrupció dels cicles circadiaris, una degradació aguda i crònica de la qualitat i quantitat del son són riscs ben coneguts causant de cansament en els vols espacials, una disminució del rendiment i augment de l'estrès. Tots els estudis del son al tema van mostrar que la durada mitjana de son es redueix a 6 hores per dia, o menys quan les 
 s'han de realyzar intervencions importants o d'emergència. La qualitat del son dels astronautes a l'espai també es veu afectada. Els medicaments més usats són fàrmacs hipnòtics. Aquests problemes poden reduir severament el rendiment cognitiu de la tripulació, presentant riscs per a la seguretat i l'èxit de la missió.
Les possibles solucions per mitigar aquest risc és l'aplicació de rigorosos criteris de selecció de la tripulació abans d'una missió. Un cop a l'aire, hi ha una vigilància discreta dels nivells d'estrès, d'estratègies d'afrontament i adaptació, del rendiment i el somni amb un protocol específic per al diagnòstic i tractament dels trastorns psicològics i de comportament que es poguessin produir, tot plegat és essencial per a la qualitat del son, establint una distribució i una planificació precisa de les càrregues de treball.

## Viabilitat a llarg termini

### Lleis
El tractat de l'espai exterior limita l'ús de l'espai i els cossos celestes per afers militars o l'apropiació indeguda dels recursos · . La Lluna es considera per exemple res communis.
L'espai i els planetes són declarats pel tractat com a dret internacional públic (article II), ja que els colons estan subjectes a les lleis de la nació amb el propietari de la nau espacial o de la base on resideixen (article VIII), com és el cas en vaixells en aigües internacionals. El dret espacial, regit per l'Assemblea General de les Nacions Unides, regula molts aspectes de la utilització de l'espai i dels recursos, com la resolució 47/68 com els principis relatius a la utilització de fonts d'energia nuclear a l'espai, o sobre la cooperació internacional en l'exploració i utilització de l'espai ultraterrestre en benefici i interès de tots els Estats.

### Reproducció

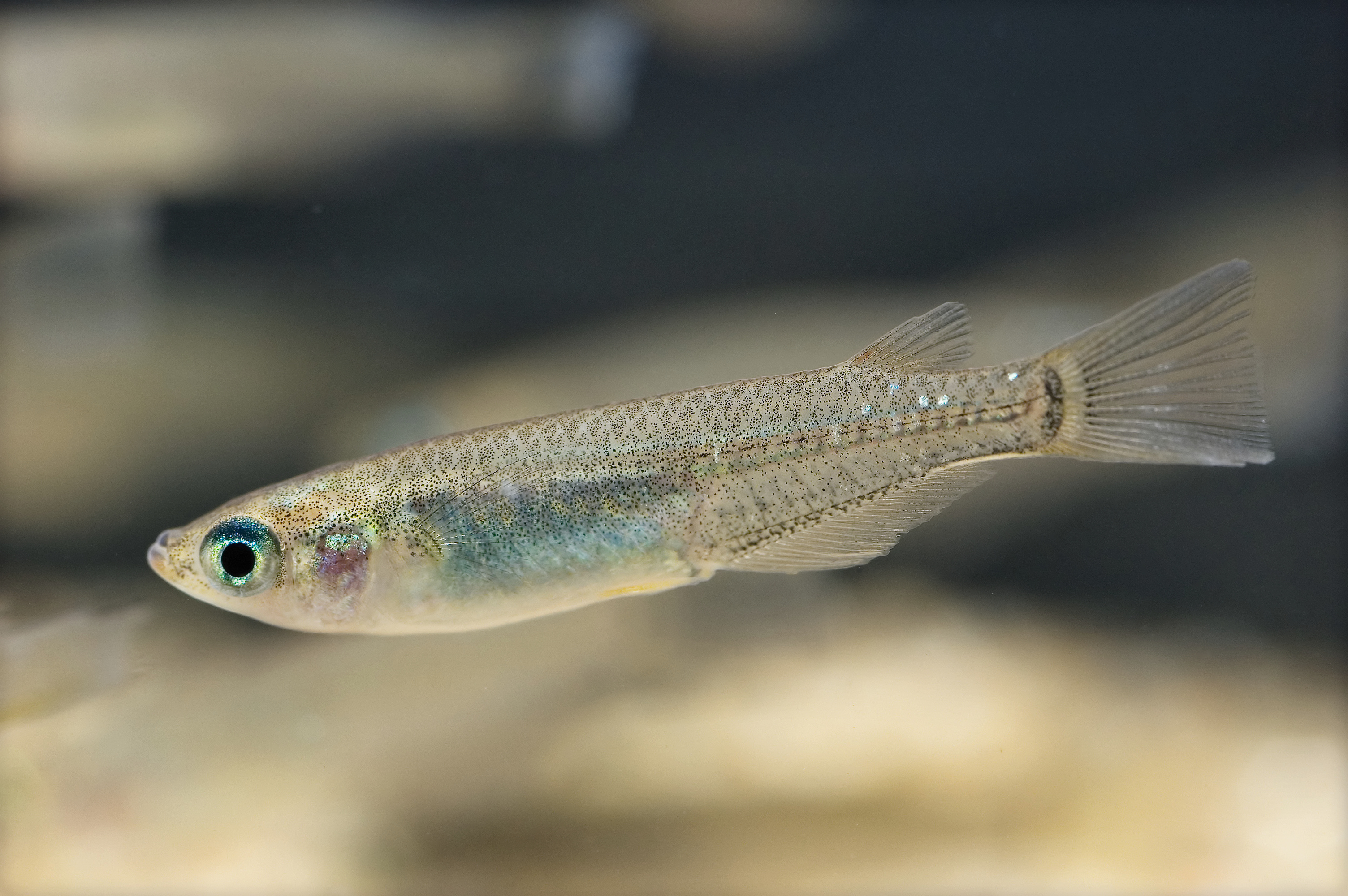
El peix Oryzias latipes es va reproduir amb èxit a l'espai.

La reproducció dels éssers humans en l'espai segueix sent un tema tabú per a les agències espacials, però també planteja moltes limitacions físiques i biològiques i serà crucial per a la supervivència a llarg termini de les colònies. La reproducció a l'espai ja ha estat provat moltes vegades en una varietat d'espècies d'insectes, peixos, amfibis i mamífers amb èxit, però també van aparèixer alguns errors que van demostrar que la gravetat era un factor important en la reproducció.
Per exemple, els experiments han demostrat que un període de gravetat de 3 hores després de la fecundació era necessari per garantir la simetria bilateral de les larves de granotes. Els ous de gallina han estat fecundats en òrbita com també experiments amb tritons, les gandàries, realitzat el 1996 i 1998 pels astronautes Claudie Haigneré i posteriorment Léopold Eyharts a bord de l'estació Mir durant la missió francorussa CASSIOPEE i posteriorment PEGASE, que va mostrar l'aparició d'anomalies durant la fertilització i el desenvolupament embrionari. En un experiment soviètic, « 5 rates femella i 2 mascles es van mantenir 19 dies en òrbita, sense causar naixement després del seu retorn a la Terra. Però no es va assegurar que van copular », la microgravetat pot interferir amb l'aparellament a les posicions habituals per als animals.
Per contra, el peix Oryzias latipes es va reproduir amb èxit el 1994, amb el naixement de vuit cries tot i alguns contratemps a causa de la dificultat animal per posicionar-se durant l'acoblament. Amb gravetat artificial produïda « en una centrifugadora a bord del transbordador al setembre de 1992 », la NASA va ser capaç d'obtenir « el naixement de 440 capgrossos totalment capacitats ».
La temptativa de concebre un nen de manera natural es va intentar el 1982 a bord de la Saliout 7 per un coit entre la cosmonauta Svetlana Savítskaia i els altres dos ocupants masculins de l'estació, però cap es va concebre fills. La mateixa possibilitat capaç de practicar el coit en l'espai també s'ha estudiat informalment per la NASA que sempre ha negat els fets durant un vol d'un transbordador el 1996 d'acord amb un organisme científic que va revelar que l'experiència va ser un èxit.

### Augment de població
El 2002, l'antropòleg John H. Moore va estimar que una població de 150 a 180 individus permetria la reproducció normal de 60 a 80 generacions sobre els 2000 anys.
Una població molt més petita, per exemple, amb dues dones, seria viable sempre que els embrions humans portats de la Terra estiguessin disponibles. L'ús d'un banc de semen també permetria una població inicial amb una menor consanguinitat menyspreable. Però podrien sorgir diversos problemes ètics derivats.
Els investigadors en biologia tendeixen a adoptar la regla «50/500» publicada per Franklin Soulé. Aquesta regla diu que una base de població (Ne) de 50 individus és necessari a curt termini per evitar un nivell inacceptable de consanguinitat mentre que a llarg termini la població Ne de 500 d'individus per mantenir una bona diversitat genètica. La recomanació {\displaystyle N_{e}=50} correspon a una consanguinitat de l'1% per generació, que és la meitat de la màxima tolerada pels criadors moderns d'animals domèstics. El valor {\displaystyle N_{e}=500} intenta equilibrar la taxa de guany de la variació genètica associada a les mutacions amb la taxa de pèrdua a causa de la deriva genètica.
La taxa efectiva de la població Ne depèn del nombre d'homes Nm i de dones Nf a la població d'acord amb la fórmula:
{\displaystyle N_{e}={\frac {4\times N_{m}\times N_{f}}{N_{m}+N_{f}}}}
La NASA troba que una colònia per sota de 100.000 persones no podria ser independent i que necessitaria suport continu de la Terra.

### Autoreproducció/creació de colònies
L'autoreproducció és opcional, però pot permetre un desenvolupament més ràpid de les colònies, alhora que elimina el cost i la dependència amb la Terra. Fins i tot es podria afirmar que l'establiment d'aquesta colònia seria el primer cas d'autoreproducció de la vida terrestre.
Els objectius intermedis d'aquest àmbit són que les colònies només els calgui informació de la Terra (per la ciència, l'enginyeria, entreteniment, etc.) o només subministrament periòdic d'objectes lleugers com circuits integrats, medicaments, material genètic o eines específiques que no es poden fabricar en la mateixa colònia. De tal manera que siguin autosuficients.
També es va discutir la creació de naus robots autoreplicants per accelerar la colonització en un punt de vista teòric, com per exemple el constructor universal de John von Neumann sota el projecte Daedalus.

## Projectes en el sistema solar

### Estratègies

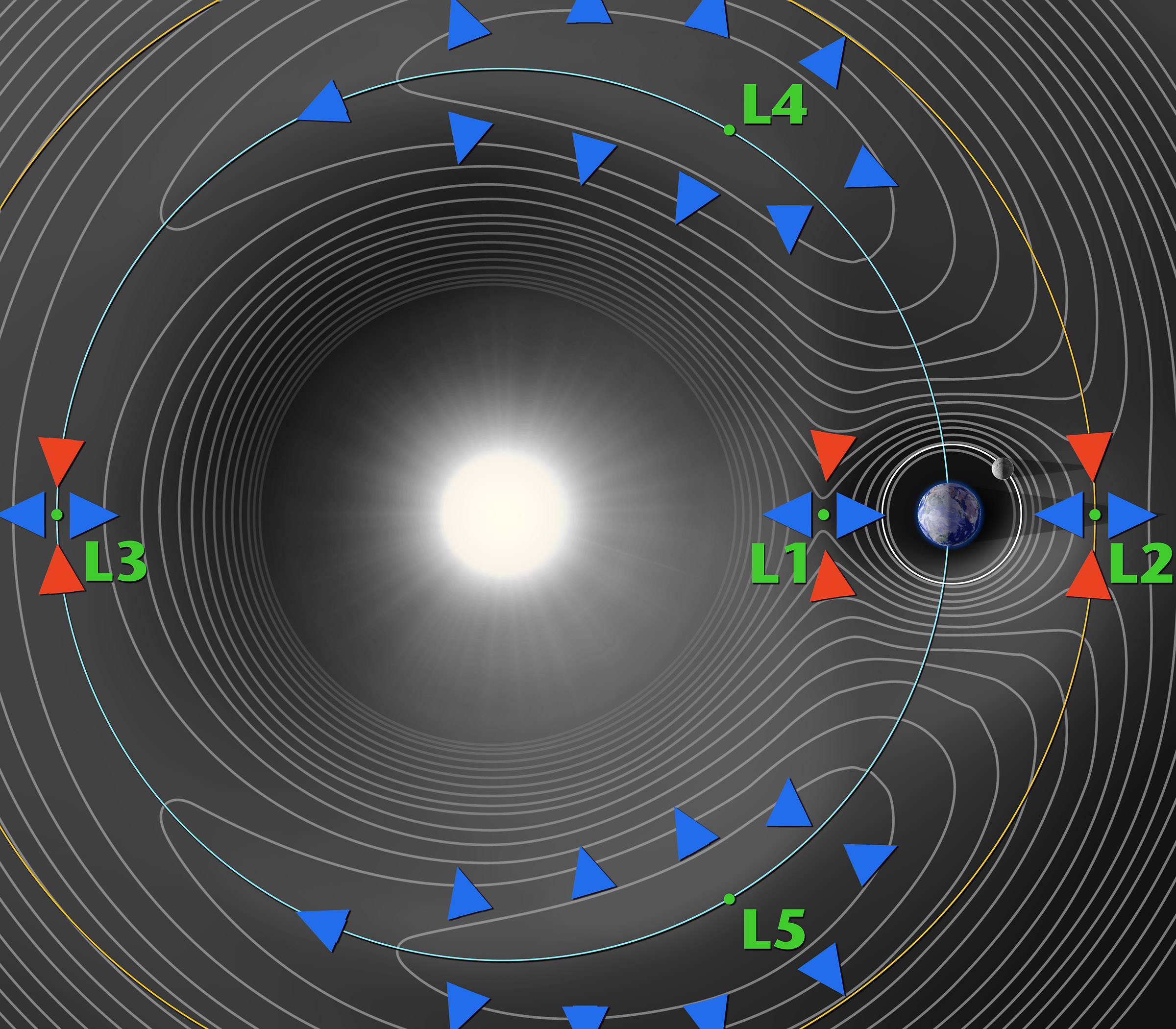
Punts de Lagrange

La ubicació de les primeres colònies espacials dins del sistema solar és un punt freqüent de controvèrsia entre els partidaris de la colonització de l'espai. Les colònies poden ser llocs sobre la superfície o subterranis en un planeta, d'un satèl·lit natural o d'un asteroide però també en òrbita al voltant de la Terra, del Sol, d'un altre objecte celeste o en un punt de Lagrange. L'estratègia d'exploració i colonització actual és, pels Estats Units, l'establiment d'una base permanent a la Lluna per experimentar amb les noves tecnologies i sistemes astronàutics, sinó també per utilitzar els recursos del satèl·lit natural de la Terra per facilitar l'exploració de Mart per les missions tripulades · , que serà una primera etapa. L'Estació Espacial Internacional serà usada per estudiar els efectes adversos de les llargues estades a l'espai pels astronauteset i per desenvolupar-hi mesures. La investigació dels planetes extrasolars habitables també va esdevenir un objectiu oficial. Un dels objectius declarats del govern dels Estats Units és buscar nous recursos en altres planetes per facilitar l'exploració del sistema solar com també per promoure els interessos científics, seguretat i econòmics, així com fomentar la cooperació internacional. La Unió europea i Rússia segueixen la mateixa estratègia, ambdues comunitats es posen d'acord que la cooperació internacional és essencial cara als enormes recursos necessaris.

### Projectes en curs o finançats

#### Estació Espacial Internacional

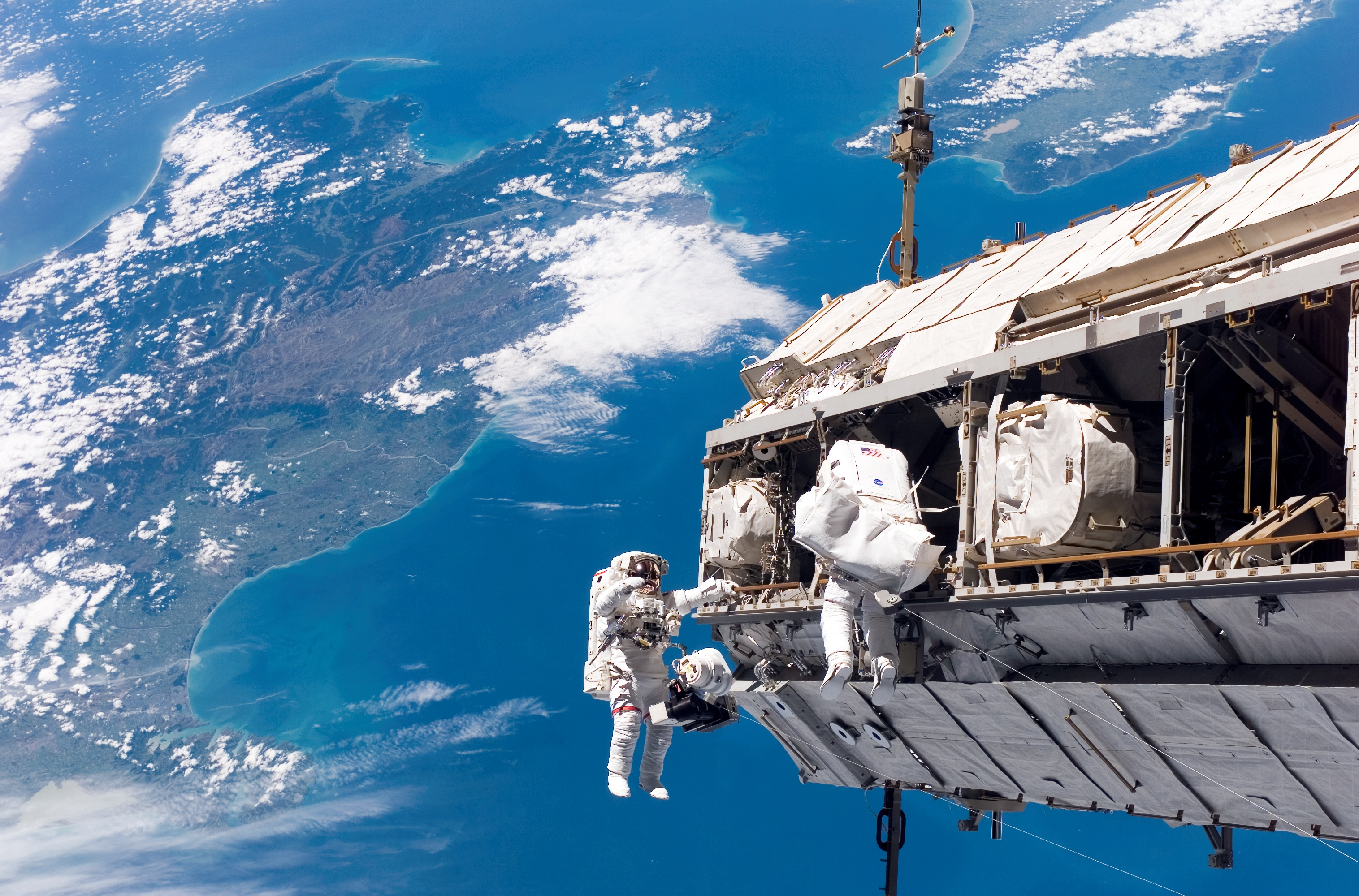
Sortida extravehicular de muntatge part de l'estació durant la missió STS-116 pels astronautes Robert Curbeam (a l'esquerra) i Christer Fuglesang. Al fons, l'estret de Cook, a Nova Zelanda.

La construcció de l'estació espacial internacional es va iniciar el 1998 permetent una presència humana permanent a l'espai des del 2 novembre de 2000, data de la primera expedició. Es troba en òrbita terrestre baixa a 350 km d'altitud. La construcció de l'estació es va completar el 2010 i continuarà en funcionament fins a almenys el 2016. L'estació compta amb una tripulació de tres persones però pot albergar-ne sis en ple ús de la seva capacitat de recerca científica. Es va construir per la cooperació internacional entre setze països: els Estats Units, Rússia, el Japó, Canadà, els onze països que componen l'ESA europea i el Brasil. Fins al juny de 2008, 163 individus de 16 països van visitar l'estació espacial, sent 107 de la NASA, 27 de l'Agència Espacial Federal Russa, 12 de l'ESA i 5 turistes espacials.
Un objectiu principal de l'estació és la investigació científica utilitzant les condicions específiques existents a bord, incloent-hi la biologia (investigació mèdica i biotecnologies), la física (mecànica dels fluids, ciència de materials, mecànica quàntica), l'astronomia (incloent-hi la cosmologia), la meteorologia ·  i les nanotecnologies. Més enllà de la recerca planificada, la vida quotidiana a bord de l'estació ha permès als astronautes aprendre diàriament les característiques de l'entorn espacial. Per exemple, la tripulació de l'estació utilitza un temps universal coordinat per trobar equidistància entre els dos centres de control de Houston i Moscou, com també es van crear nits artificials cobrint les finestres de l'estació, ja que el sol surt i es posa 16 vegades al dia juntament amb el descans de la tripulació en la zona més silenciosa de l'estació de llavors, el vehicle de transferència automatitzat europeu Jules-Verne.
La part d'investigació mèdica té com a objectiu estudiar l'adaptació humana a l'espai i estudiar els efectes de la gravetat zero en el cos humà ampliat per les futures missions de llarga durada. El projecte oficial de la NASA és l'ús de l'Estació Espacial Internacional com a suport de les futures missions a la Lluna i Mart. Nicolai Sevastyanov, president de la Corporació espacial Energia, proposa la utilització de l'estació com una plataforma de construcció de futures naus lunars, però també de moll de càrregues per les extraccions de l'heli-3 de la Lluna en el marc de la cooperació internacional.
Cada vol del transbordador espacial va costar 1,3 miliards de dòlars, incloent-hi els costos de desenvolupament, si 173 miliards de dòlars és el total per a tot el programa entre 1981 al 2010 en 131 vols, van ser 29 dedicades a la construcció de l'Estació Espacial Internacional per als quals l'ESA va estimar un cost de 100 miliards d'euros equivalent a 157 miliards de dòlars.

### Projectes estudiats per les agències espacials

#### La Lluna

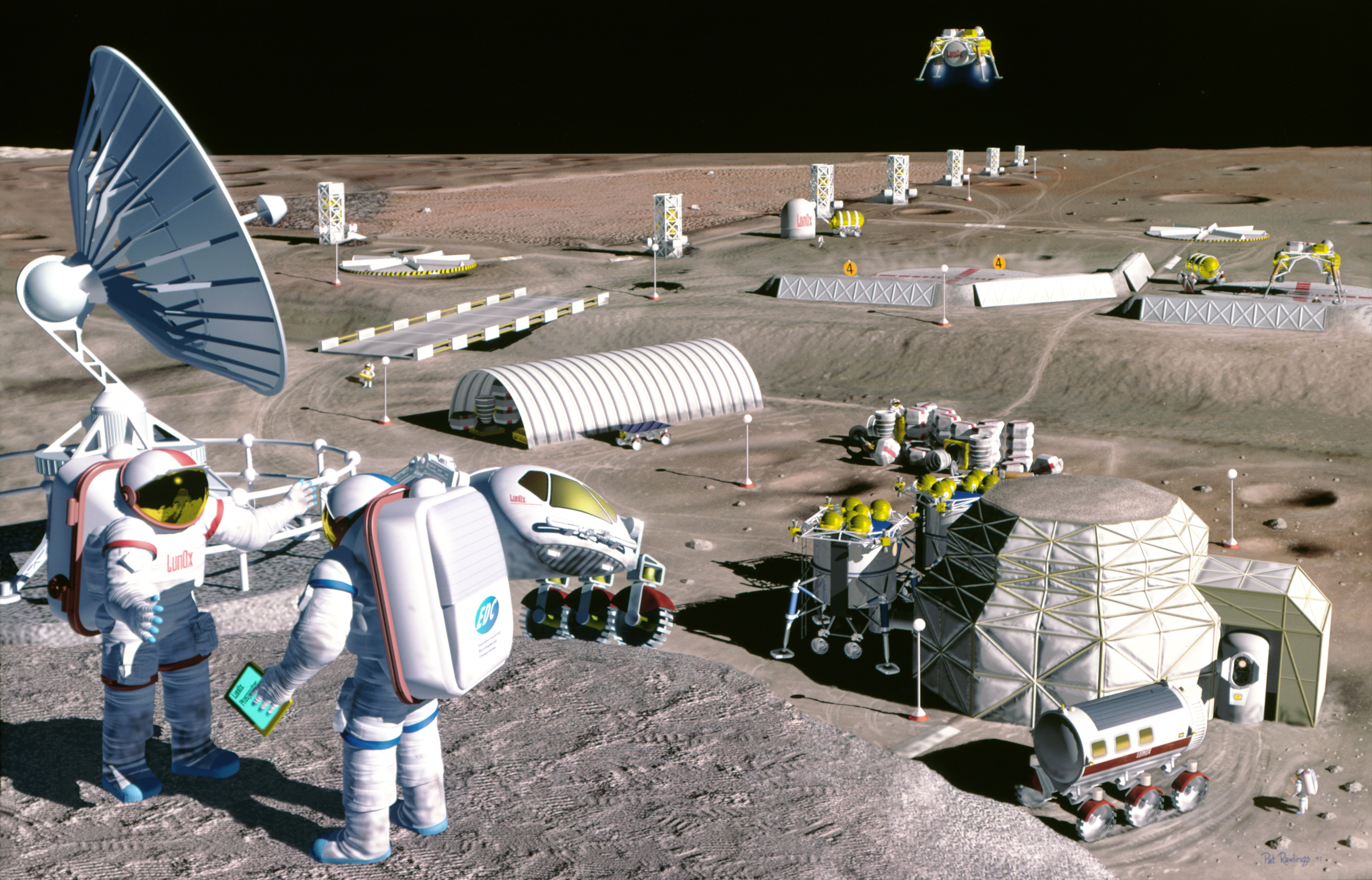
Projecte de colònia lunar per la NASA.

Per proximitat, la Lluna és el lloc en el qual està més a prop dels assentaments humans en l'escala de temps. També té una molt baixa velocitat d'escapament que facilitaria l'intercanvi de materials amb la Terra i altres colònies espacials, o la instal·lació en llarg termini d'un ascensor espacial lunar. La Lluna no té prou quantitats d'hidrogen, carboni i nitrogen, però abunda en oxigen, silici i metall. Com a Mart, la baixa gravetat, representa una sisena part amb la de la Terra, causant problemes per al retorn de la Terra o la salut dels futurs colons. A mesura que la cara visible està parcialment protegida del vent solar per la Terra, se suposa que en els "mars" de la cara oculta es troben les majors concentracions d'heli-3 de la Lluna. Aquests isòtops són molt rars a la Terra, però té un gran potencial com a combustible en reactors de fusió nuclear. Això podria ser d'utilitat per a la propulsió d'aquest tipus.
La NASA va seguir el projecte posat en marxa pel president George W. Bush per a un assentament d'avançada lunar situat en un dels pols per l'any 2024 · , amb fons de finançament aportat fins ara, però va ser cancel·lat pel president Barack Obama el febrer del 2010 en la seva proposta de pressupost del 2011. L'assentament lunar podria albergar a 4 astronautes que es estarien en un període de 6 mesos i utilitzarien els recursos locals. L'agència espacial desitja «estendre l'esfera dels drets econòmics de la Terra».
L'Agència espacial europea donaria una base permanent pel 2025 i la construcció començaria el 2020. L'Agència Espacial Federal Russa proporcionaria una base a la Lluna poc després del 2025 i l'Agència Espacial Japonesa, anunciaria una base construïda amb l'ajut de robots pel 2025 que començara construïnt el 2030. Nicolai Sevastyanov, president de la Corporació Espacial Energia preveu la construcció d'una base lunar russa el 2015 per l'extracció de l'heli-3 de manera industrial el 2020, malgrat el fet que això requerirà una instal·lació minera molt gran. L'Acadèmia Xinesa de les Ciències, en un informe de les polítiques d'estratègies de desenvolupament suggereixen l'establiment d'una base a la Lluna el 2030. La Xina també planeja projectes per l'explotació de l'heli-3 lunar.

#### Mart

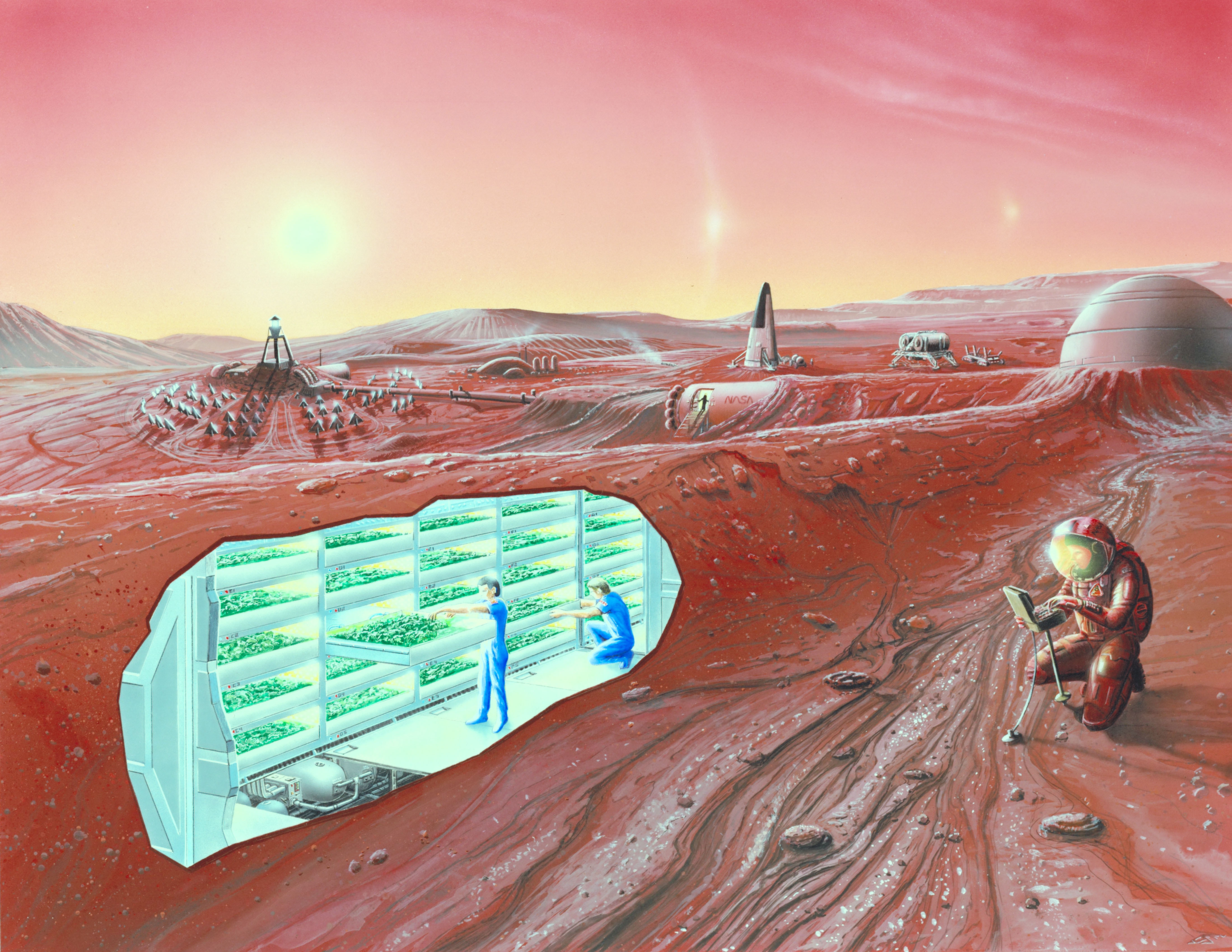
Disseny artístic d'una instal·lació a Mart, NASA, 2005.

Mart és l'objectiu, juntament amb la Lluna, dels futurs projectes de colonització i exploració per les agències espacials com les missions tripulades de la dècada de 2020 per la NASA i els projectes de bases marcianes, han estat estudiats diverses vegades. La idea d'una base a Mart va ser desenvolupat per les missions dels astronautes Apollo, el senador Harrison Schmitt i la NASA des de finals dels anys 70 amb una data de llançament prevista per als anys 2000, el que s'havia interessat per un moment el president Jimmy Carter. El projecte va ser abandonat per raons polítiques i la prioritat va ser donada a favor del transbordador espacial, després es va recuperar i abandonar diverses vegades durant les següents dècades, abordant fins i tot el projecte teòric i a molt llarg termini de terraformació de Mart. El programa actual de l'agència espacial no parla d'una base marciana si no d'una exploració humana, amb l'ús dels recursos locals per donar suport a la missió.
La superfície de Mart és igual a la de la superfície terrestre de la Terra i conté grans reserves d'aigua en els pols i, possiblement, en forma de permagel, fins i tot en mol·lisol, el que en facilitaria la colonització per alguns científics s'associen en la Mars Society. Mart conté el diòxid de carboni en quantitat a l'atmosfera i els nombrosos minerals de ferro. Mart és considerat per Mars Society com l'objectiu principal de la colonització pels éssers humans, i la independència econòmica necessària per a la colonització podria ser un lloc ideal per l'explotació minera dels asteroides. L'atracció de Mart també és científica, perquè els investigadors creuen que la vida extraterrestre hi ha d'haver existit en algun moment de la història, com se sospita en el meteorit marcià ALH 84001 i sempre pot ser present al planeta en altres punts detectats prop dels pols que apareixen cada primavera, hipòtesi rebutjada per altres científics i la NASA.
No obstant això, l'atmosfera molt tènue de Mart, les baixes temperatures i la radiació alta imposen la utilització de sistemes de suport de vida similars als de l'espai amb l'avantatge d'utilitzar recursos locals per desenvolupar. A més, els efectes a llarg termini de la baixa gravetat de Mart, que representa un terç de la gravetat de la Terra són desconeguts i pot fer que sigui impossible retornar a la Terra els éssers humans ubicats al planeta o passar força temps en ingravidesa.

#### Europa, Cal·listo, i altres llunes de Júpiter

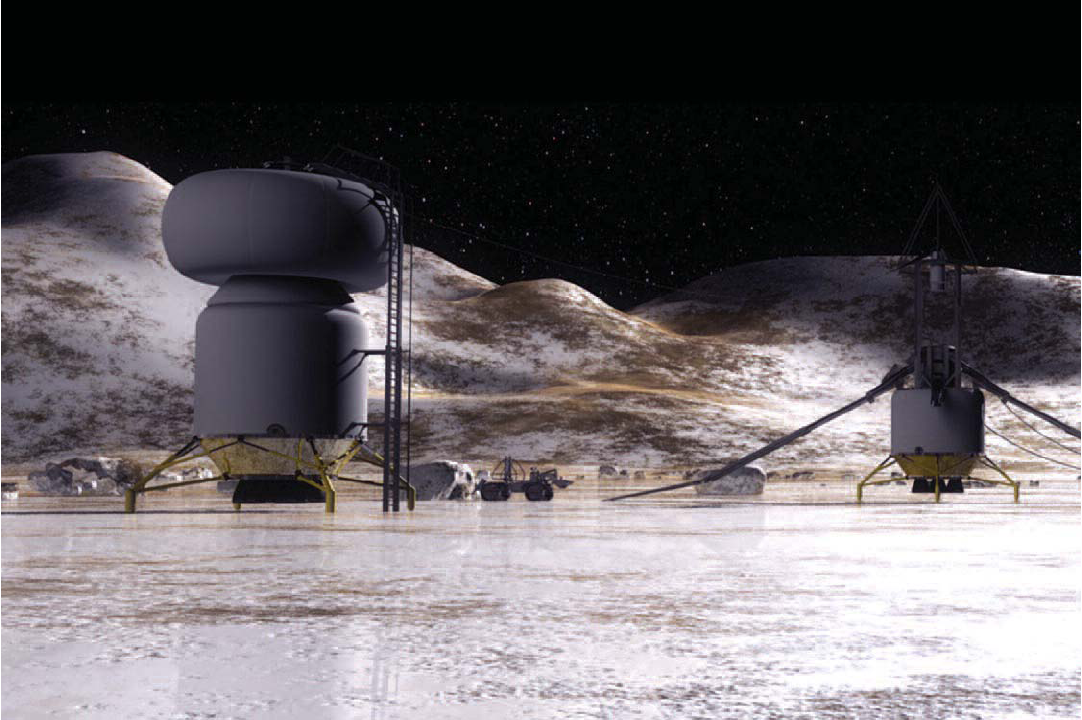
Il·lustració artística d'una base sobre Cal·listo, la segona lluna més grossa de Júpiter (NASA, 2004).

Europa, Cal·listo i Ganímedes són les tres llunes més grosses Júpiter. Estan cobertes de gel d'aigua i són un objectiu per a les missions tripulades de la NASA a molt llarg termini.
Cal·listo ha estat designada com a prioritat de base d'avançada al voltant de Júpiter l'any 2045 per un estudi de la NASA el 2003 que es basa en la baixa exposició a la radiació de Júpiter. La base no serà ocupada només per éssers humans sinó també robots que estudiarien la lluna i la producció de combustible per a un retorn a la Terra però també per a missions a altres satèl·lits de Júpiter com Europa possiblement, Cal·listo, compta amb els seus oceans en virtut del gel com a objectiu potencial.
Una colonització d'Europa ha estat estudiada pel projecte Artemis, una associació privada creada per la colonització de la Lluna econòmicament viable. La colònia es trobaria almenys a sis metres sota el gel per resistir els nivells intensos de radiació. El projecte hauria de comptar amb les tecnologies del futur per tenir èxit, rebut amb escepticisme per la NASA.

#### Hàbitats espacials

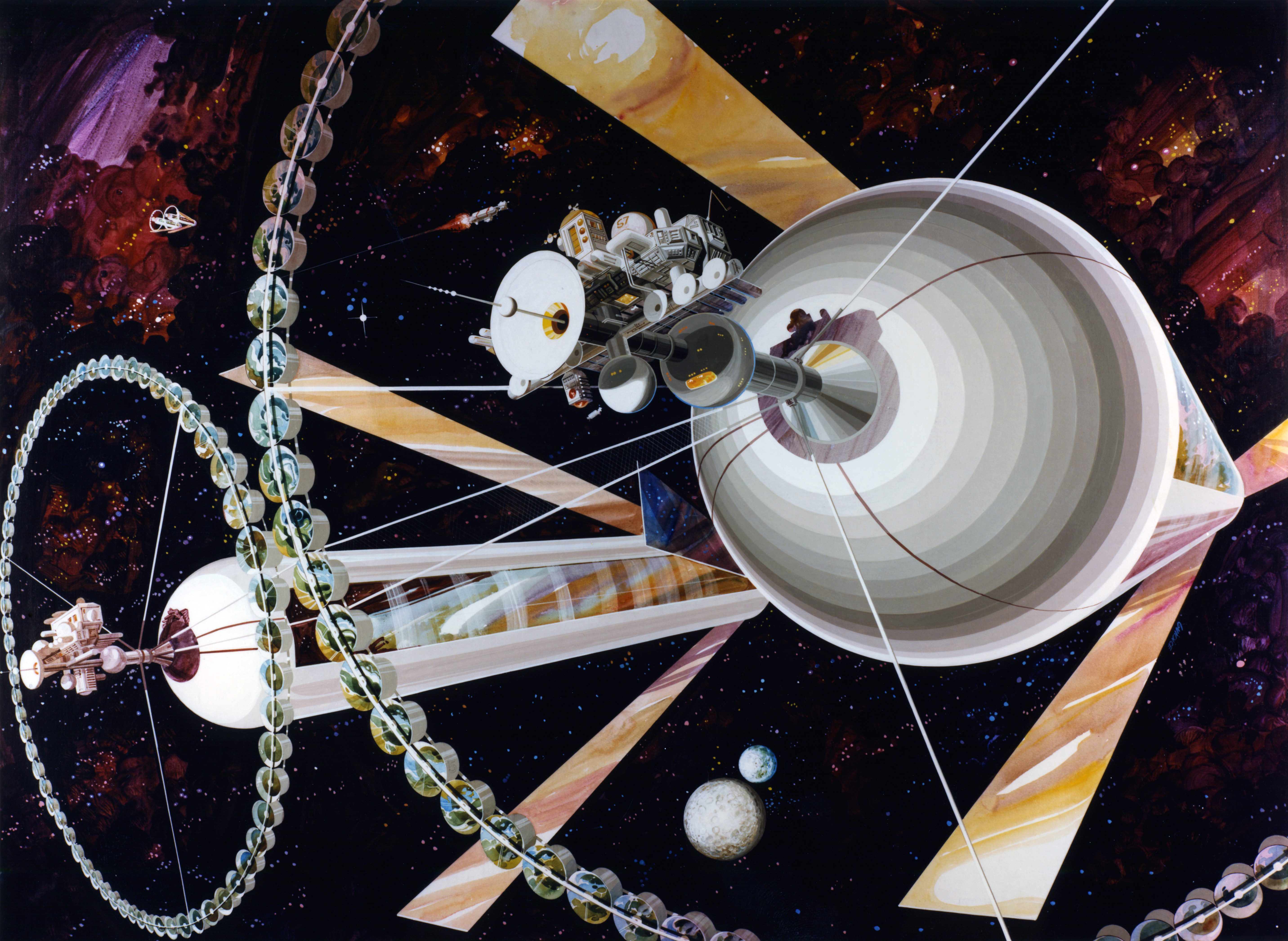
Un parell de Cilindres O'Neill situats al punt de Lagrange, visió artística per la NASA, 1970.

D'acord amb els estudis teòrics duts a terme per Gerard K. O'Neill i la NASA el 1975-1977, els hàbitats espacials situats a l'espai exterior, anomenats colònies espacials, colònies orbitals o estacions espacials, es podrien utilitzar per acomodar l'ésser humà permanentment. Són veritables ciutats o mons autònoms, de mida variable, de diversos milers a milions de persones. Per O'Neill, aquests hàbitats espacials són el millor mètode de colonització de l'espai, més viable que la colonització de planetes. El principal desavantatge de les colònies a l'espai és la manca de matèries primeres que s'importarien d'altres planetes o asteroides, però l'avantatge és l'absència de gravetat per al transport resultant-lo molt més barat. Les hàbitats espacials poden estar situats en òrbita terrestre o en els punts de Lagrange per estar a prop de la Terra.
En comparació amb altres llocs, l'òrbita de la Terra té molts avantatges i un inconvenient. Les òrbites properes de la Terra es pot arribar en un parell d'hores mentre es prendria dies per anar a la Lluna i mesos per arribar a Mart. La ingravidesa fa que la construcció d'assentaments sigui relativament més fàcil, els astronautes van demostrar que podien moure satèl·lits de diverses tones amb les mans. Finalment, la pseudogravetat és controlada en qualsevol nivell d'acord amb la rotació de la colònia. I les zones residencials poden ser en gravetat d'1 g. No és clar quina és la gravetat mínima per mantenir-se saludable, però 1 g serà sens dubte el creixement òptim dels fills dels colons.
Una altra possibilitat són els cinc punts de Lagrange Terra-Lluna. Encara que és un trajecte d'uns dies amb els actuals mitjans de propulsió, tenen accés continu a l'energia solar, amb l'excepció de rars eclipsis. Els 5 punts de Lagrange Terra-Sol no serien eclipsats però només els punts L1 i L2 s'hi podria arribar en unes poques hores, els altres provocarien mesos de viatge però els L4 o L5 serien més estables. No obstant això, el fet que els punts de Lagrange tendeixen a acumular pols com els núvols de Kordylewski i requereixen mesures d'estabilització, seria poc recomanable aquest tipus d'instal·lacions.
El concepte dels hàbitats espacials gegants mai ha estat desenvolupat per la NASA i mai van excedir de l'estudi teòric, la necessitat d'enviar un milió de tones en òrbita de la Terra en 6 o 10 anys és impossible sense un mitjà de transport barat per 55 dòlars el quilo com es preveia en l'estudi de l'evolució en el temps amb el transbordador espacial del coet Saturn V. L'estudi és, però, tenir en compte tots els paràmetres rellevants, incloent-hi precursors com ara l'impacte en la capa d'ozó en més de 2000 llançaments necessaris.

### Projectes estudiats per altres científics

#### Mercuri
Mercuri es pot colonitzar utilitzant la mateixa tecnologia o equip per a la Lluna amb l'avantatge afegit d'una gravetat igual a la de Mart i un camp magnètic d'una cinquantena part la de la Terra, proporcionant la millor protecció, pel professor en planetologia i exdirector del Jet Propulsion Laboratory Bruce C. Murray. Les colònies es trobaran als pols per evitar temperatures extremes que prevalen a la resta del planeta, a més, de l'avantatge de la presència de gel d'aigua. La importància econòmica de Mercuri es troba en concentracions de metalls molt més altes que tots els altres planetes del sistema solar.

#### Venus
Venus té un dels ambients més hostils del sistema solar, i no és la favorita com a planeta per colonitzar, fins i tot a llarg termini, però no obstant això hi ha projectes que tenen planejat científicament instal·lacions en la seva atmosfera superior. Venus té l'avantatge de ser el planeta més proper a la Terra i una gravetat molt semblant.

#### Fobos i Deimos
Fobos i Deimos, satèl·lits naturals de Mart, són probablement adequats per a la producció d'hàbitats espacials o per establir-hi una colònia. Fobos té possiblement aigua en forma de gel. Jim Plaxco de la National Space Society, una organització que dona suport a la colonització de l'espai, remarca que la velocitat baixa requerida per arribar a la Terra permetria subministrar combustible i altres materials per a l'àrea Terra-Lluna, però també per al transport de tot el sistema marcià. Això fa que aquests llocs sigui en punt de vista econòmic beneficiosos, ja que són de fàcil accés des de la resta del sistema solar i té grans recursos potencialment energètics.
Leonardm. Weinstein del Langley Research Center de la NASA proposa la instal·lació d'un ascensor espacial a Fobos per prendre més valor a un sistema de comerç espacial entre el sistema Terra-Lluna i el de Mart-Fobos.

#### Asteroides

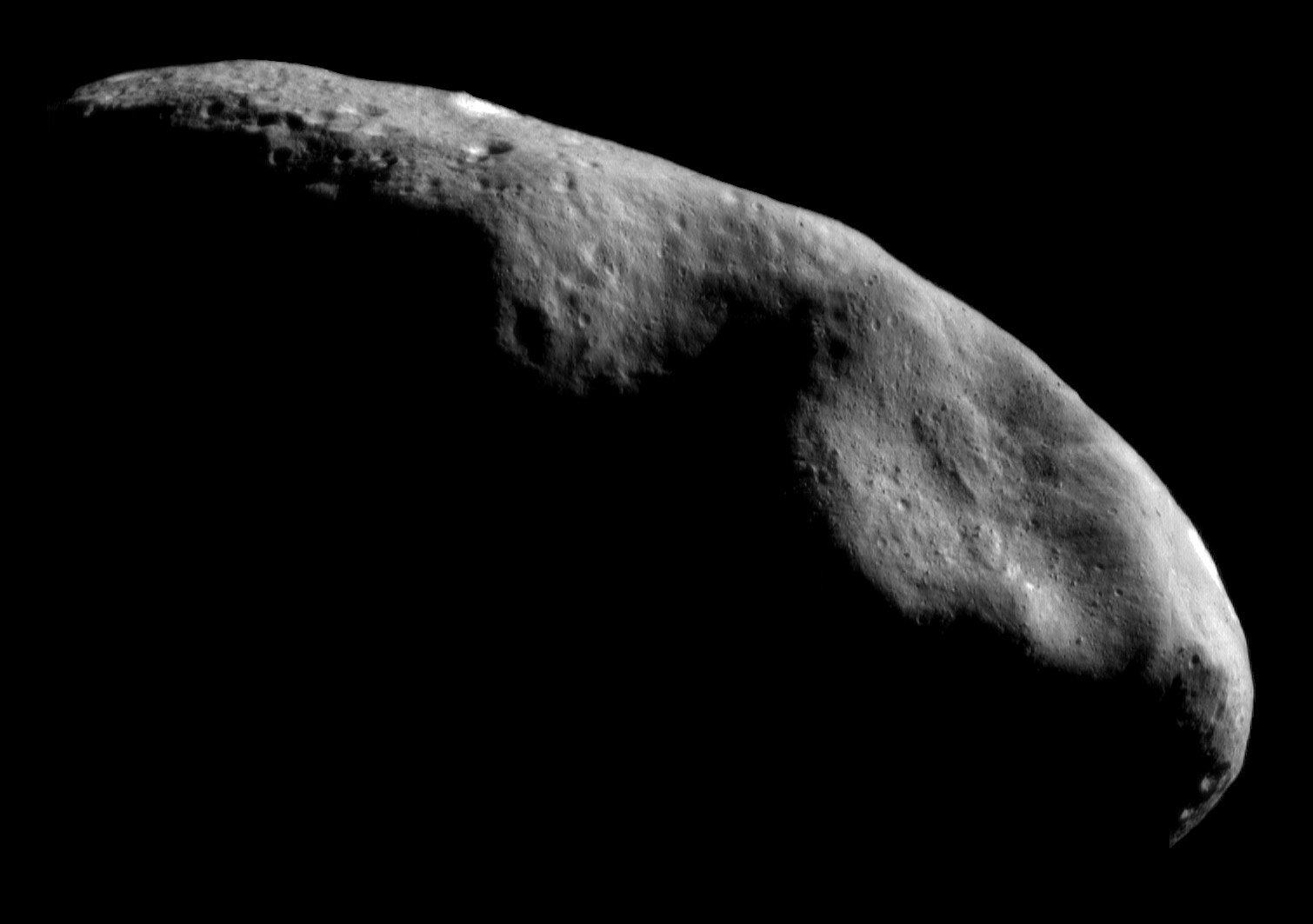
L'asteroide 433 Eros fotografiat per la sonda NEAR Shoemaker.

La colonització d'asteroides es pot realitzar tant en asteroides propers a la Terra com del cinturó principal. Els que són propers a la Terra tenen l'avantatge de la seva proximitat de manera regular, de vegades dins de l'òrbita lunar, el que significaria costos i temps de viatge reduïts. Les òrbites dels asteroides poden ser molt llunyanes de la Terra, algunes al voltant de les 2,3 ua de distància.
L'avantatge per a la colonització dels asteroides és el ferro, níquel o aigua abundant com a matèria primera. L'economia es basaria en l'extracció minera en destinació a Mart o la Lluna on l'oferta seria més fàcil i menys costosa causa de la baixa gravetat a diferència de la Terra, avantatge que comparteix amb el planeta nan Ceres. No manquen objectius potencials, ja que s'estima que hi ha 750.000 asteroides superiors a 1 km de diàmetre dins el cinturó principal. La colonització implicaria la construcció d'una base a la superfície o més probablement excavada a l'interior de l'asteroide, el que permetria la construcció d'un hàbitat espacial de gran magnitud.
El (33342) 1998 WT24 és un bon exemple d'un asteroide proper a la Terra econòmicament explotable amb òrbita semblant al (433) Éros i per la composició rica en ferro.

#### Ceres

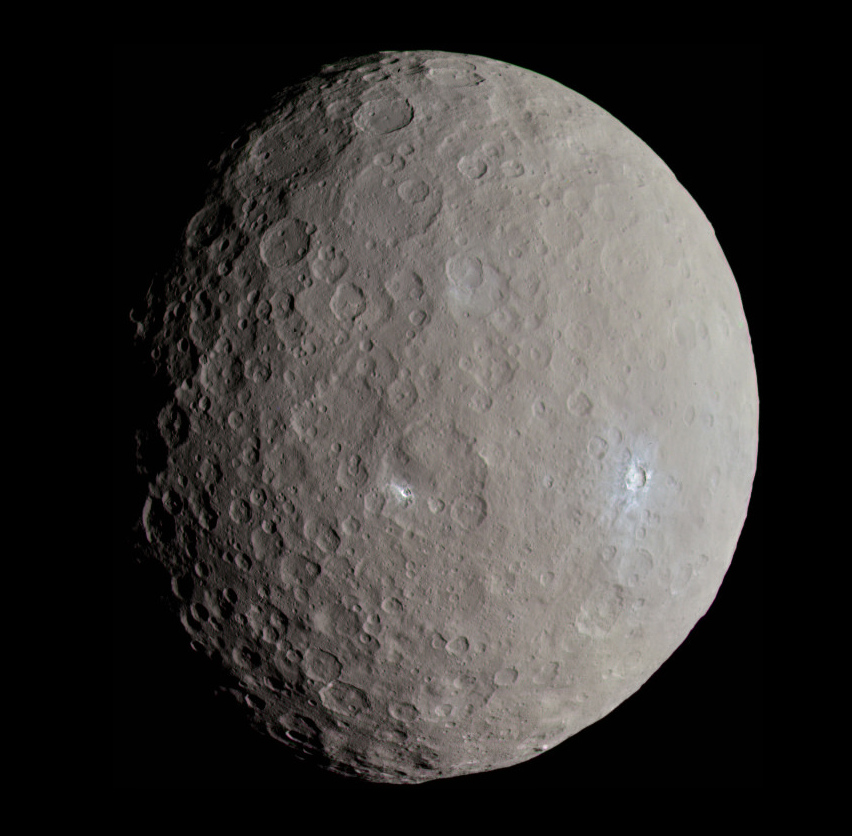
Ceres fotografiat pe la sonda espacial Dawn, 2015.

Ceres, planeta nan situat dins del cinturó d'asteroides, ha estat designat com una base principal ideal per a l'explotació minera d'asteroides. Ric en aigua en forma de gel, la teoria d'un oceà dins del seu mantell fa possible el descobriment de vida extraterrestre i hi ha de manera important matèria primera per potencials futurs colons. La seva ubicació estratègica i la seva baixa gravetat fa que sigui una destinació ideal pel subministrament de Mart o la Lluna per ser més senzill i menys car, com és el cas també dels asteroides.

#### Gegants gasosos
Segons un estudi de la NASA, les colònies situades en proximitat de Saturn, Urà i Neptú tindrien a la seva disposició l'heli 3 per exportar, ja que és present en abundància en els gegants gasosos i seria molt demandat pel futur en reactors de fusió d'altres colònies i naus. Júpiter està menys disposada a la mineria, per l'alta gravetat, la velocitat d'escapament elevada, les tempestes i la radiació.

#### Tità
Tità, la lluna més grossa de Saturn, ha estat designat per l'astronàutic Robert Zubrin com una bona destinació per a la colonització, perquè és l'única lluna del sistema solar que té una atmosfera densa i rica en compostos de carboni.

#### Objectes transneptunians

Visió artística del cinturó de Kuiper i del núvol d'Oort.

La colonització de milions d'objectes transneptunians incloent el planeta nan Plutó va ser esmentada com una zona d'assentament, però de llarg termini, donades les distàncies que requereixen deu anys de viatge amb les tecnologies actuals, encara que els nous projectes de propulsió nuclear en teoria podria permetre un viatge d'anada i tornada en 4 anys.
El 1994, Carl Sagan es va referir a la construcció d'hàbitats espacials com l'Esfera de Bernal pels colons que viurien en naus espacials equipades amb reactors de fusió viatjant durant milers d'anys abans d'arribar a altres estrelles. Freeman Dyson el 1999 va promoure el cinturó de Kuiper com la futura llar de la humanitat, predint que això podria succeir en centenars d'anys.

## Estudis teòrics de la colonització més enllà del sistema solar
La colonització de totes les zones explotables del sistema solar dependrà de desenes o centenars d'anys llevat que es trobi un planeta tan hospitalari com la Terra. Hi ha centenars de milers de milions d'estrelles en la nostra galàxia, la Via Làctia, amb objectius potencials de colonització espacial. En vista de les distàncies entre les estrelles, se sol començar a excedir l'àrea de ciència i entrar en la prospectiva de la ciència-ficció. Però fins i tot en aquest nivell, els científics treballen per explorar les diverses possibilitats, però cap d'ells han anat més enllà del nivell teòric.

### Determinació de les destinacions

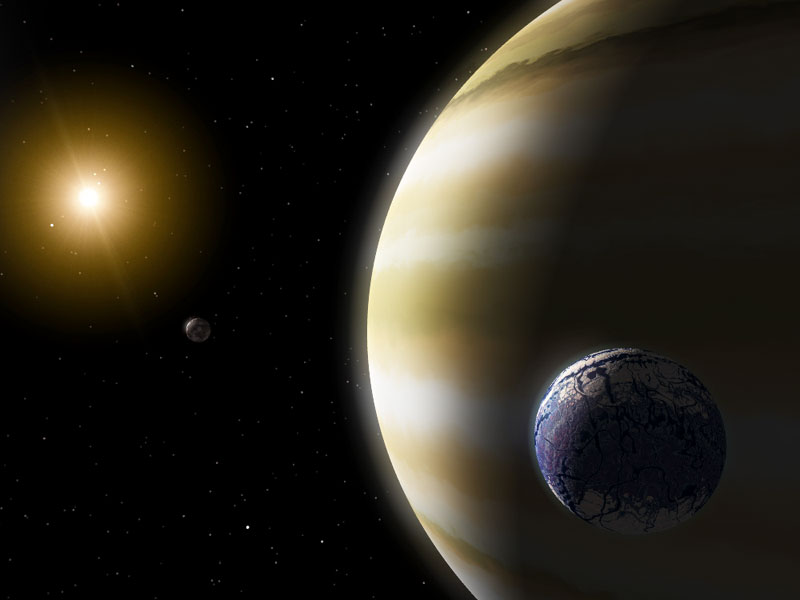
Visió artística de la NASA d'una lluna habitable al voltant d'un gegant gasós.

Des de principis dels anys 1990, van ser descoberts molts exoplanetes (464 el 6 de juliol de 2010) i alguns sistemes planetaris inclouen de 4 a 5 planetes · . La tecnologia actual només pot detectar gegants gasosos, però alguns es troben en zona habitable permetent que les seves llunes podrien tenir millors condicions per albergar vida. La troballa d'un planeta tel·lúric com la Terra és l'objectiu dels programes Terrestrial Planet Finder de la NASA i del Projecte espacial Darwin de l'ESA previst per la dècada de 2020. La determinació de l'habitabilitat d'un planeta serà molt important abans de llançar expedicions en un futur llunyà. El catàleg HabCat, establert pel programa SETI, llista 17.129 estrelles que podrien contenir planetes habitables. L'ideal és trobar un planeta orbitant dins d'una zona habitable d'un anàleg solar.
Entre els millors candidats identificats fins ara, és l'estrella doble d'Alfa del Centaure, una de les més properes a la Terra i pot acomodar un sistema planetari estable. Alfa del Centaure és a la part superior de la llista de cerca del Terrestrial Planet Finder. Tau Ceti, situada a uns 12 anys llum de la Terra, té una gran quantitat d'estels i asteroides orbitant que podria ser utilitzat per a la construcció dels hàbitats pels humans.
La descoberta, el 24 d'abril de 2007, de Gliese 581 c i Gliese 581 d, súper Terres situades dins la zona habitable del seu sol Gliese 581, a 20,5 anys llum del sistema solar, enforteix l'esperança de trobar una àrea de destinació relativament accessible de les tecnologies humanes, en comparació d'altres sistemes.

### Transport interestel·lar
Una nau espacial interestel·lar requereix un sistema de propulsió que permeti adquirir una velocitat molt més alta que les naus interplanetàries existents per arribar a objectius de destinació en terminis raonables. Per exemple, l'objecte fabricat per l'home més allunyat de la Terra, la sonda Voyager 1 llançada el 1977 ha adquirit una velocitat de 17,37 km/s, a 3,5 ua/any · , que va arribar als límits del sistema solar, malgrat tot, passarien més de 72.000 anys per arribar a l'estrella més propera, Pròxima del Centaure.

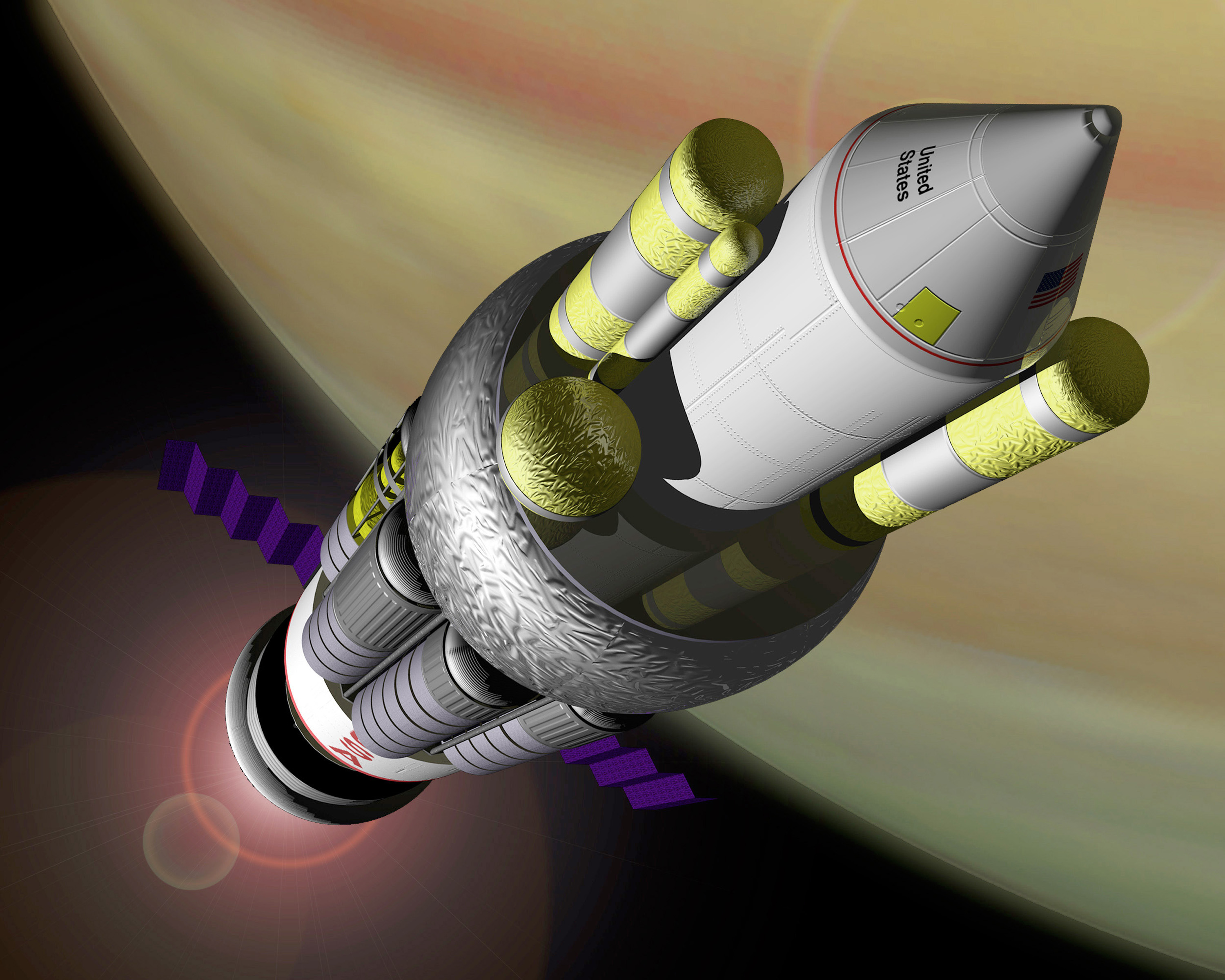
Visió artística per la NASA d'una versió de 6.000 tones de la nau espacial Orion.

El projecte Orion, es va començar a concebre en la dècada de 1950, és el primer estudi per dissenyar una nau espacial impulsada per propulsió nuclear de pols. La idea va ser proposada pel matemàtic Stanislaw Ulam i el projecte va estar dirigit per un equip d'enginyers incloent algunes celebritats com els físics Theodore Taylor o Freeman Dyson. La velocitat de creuer aconseguida per una nau Orion per fusió és del 8 al 10% la velocitat de la llum (0,08 a 0,1 c). Una nau en fissió podria arribar del 3 al 5% de la velocitat de la llum. En 0,1 c, una nau Orion per fusió tardaria 44 anys per arribar a Pròxima del Centaure, l'estrella més propera. El projecte perd el seu suport polític a causa de les preocupacions sobre la contaminació causada per la propulsió i finalment va ser abandonat després del tractat de prohibició parcial de proves nuclears de 1963.
El primer concepte de millora del projecte Orion es va proposar el 1978 per la British Interplanetary Society. El projecte Daedalus és un disseny de sonda interestel·lar que es considera que s'arribaria a l'estel de Barnard amb un 12% de la velocitat de la llum amb un sistema de propulsió basat en una fusió de pellets explosius de deuteri o triti desencadenat pel confinament inercial. No obstant això, aquest projecte alenteix els sistemes i, per tant, no permet l'exploració de sistemes planetaris i no serviria per a la colonització
El 1989, la Marina dels Estats Units d'Amèrica i la NASA milloren encara més el projecte Daedalus amb el projecte Longshot, una sonda de 396 tones. L'objectiu és arribar en 100 anys el sistema triple de l'Alfa del Centaure, el sistema estel·lar veí més proper al sol (amb distància de 4,36 al) i la injecció en òrbita en Alfa del Centaure B. El motor es postularia per accelerar el trànsit complet (després es desacceleraria) permanentment al vehicle.

### Transport intergalàctic

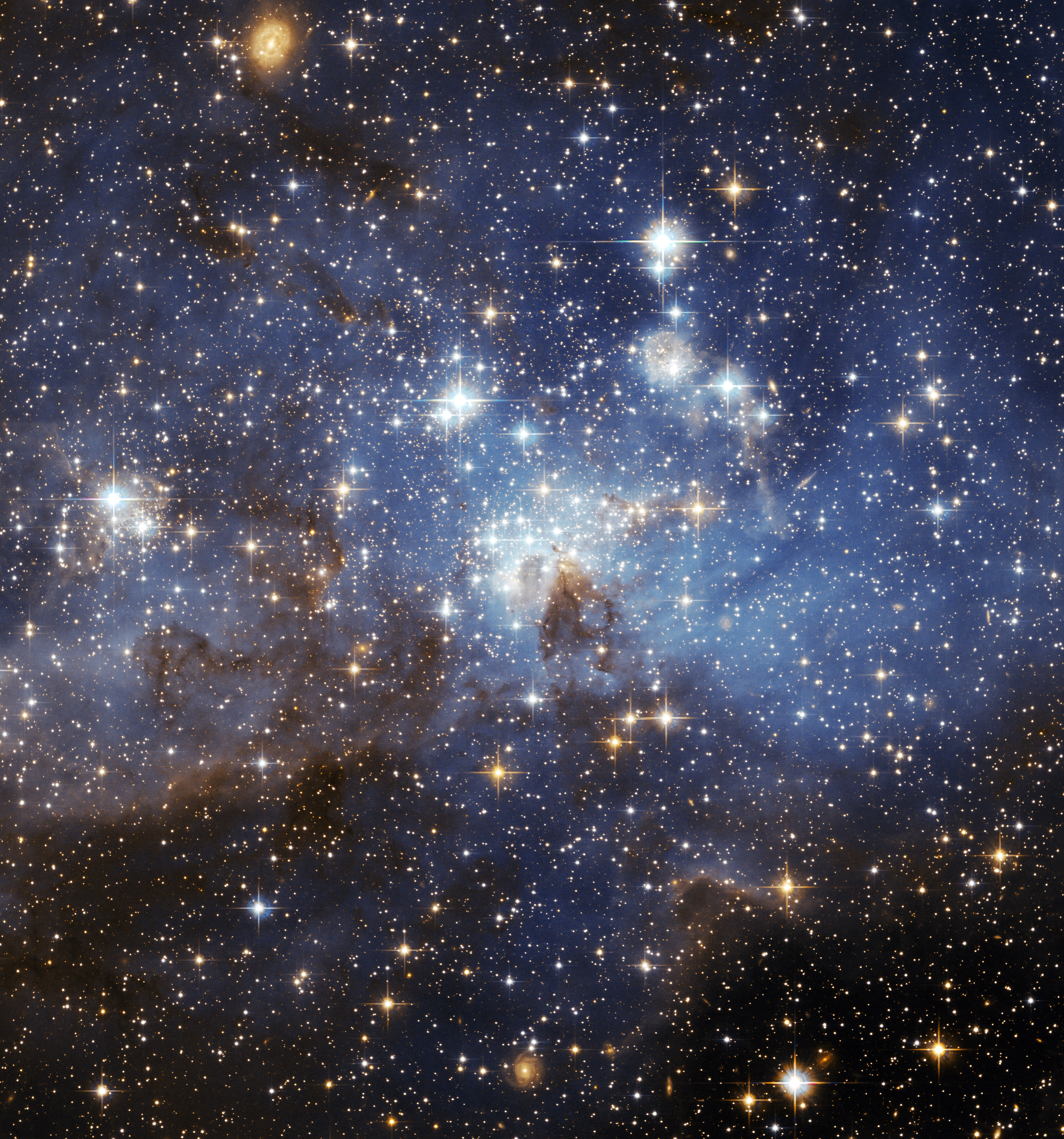
Estrelles al Gran Núvol de Magalhães, una galàxia nana. A una distància de 160.000 anys llum, resultant ser la tercera galàxia més propera a la Via Làctia.

El viatge intergalàctic, pel que fa als éssers humans, és poc pràctic per la capacitat de l'enginyeria moderna i es considera altament especulativa. Això requeriria que el mitjà disponible de propulsió avançés molt més del que existeix actualment per fer possible l'enginyeria per donar lloc a una nau espacial capaç d'arribar a la velocitat de la llum o fins i tot, superar-la. El vehicle hauria de ser de mida considerable, sense aconseguir velocitats amb notable efecte relativista com es va esmentar anteriorment. També es necessita un sistema de suport de vidatl i un disseny estructural capaç de suportar la vida humana a través de milers de generacions i una durada de milions d'anys, incloent-hi el sistema de propulsió—que hauria de funcionar a la perfecció en milions d'anys després d'haver-se construït per frenar la màquina en l'aproximació final. Fins i tot per les sondes no tripulades que serien molt més lleugeres en massa, hi ha el problema que la informació que enviïn només podrà viatjar a la velocitat de la llum, el que alenteix la comunicació.
Els estats actuals de física d'un objecte en l'espaitemps no pot ser superior a la velocitat de la llum, que aparentment limita qualsevol objecte en milions d'anys, i en el millor cas una nau podria viatjar a gairebé la velocitat de la llum per arribar a una galàxia remota. La ciència-ficció sovint utilitza conceptes especulatius, com els forats de cuc i l'hiperespai com a mitjans més pràctics de viatge intergalàctic per evitar aquest problema. No obstant això, alguns científics són optimistes pel que fa a la futura investigació en tècniques considerades fins i tot purs conceptes passats de la ciència-ficció.
La mètrica d'Alcubierre és l'únic concepte viable, altament hipotètic, que existeix avui en dia i que és capaç d'impulsar una nau espacial a velocitats més ràpides que la llum. La mateixa nau espacial no es mouria més ràpidament que la llum, però l'espai del voltant sí que ho faria, permetent el viatge intergalàctic pràcticament. No hi ha cap manera coneguda per crear l'ona d'espai distorsionadora per treballar aquest concepte, però la mètrica de les equacions compleixen les normes de la relativitat i amb el límit de la velocitat de la llum.

### Prospectiva
La humanitat està encara lluny de viatjar cap a l'espai interestel·lar i més de colonitzar-lo obligant la utilització de sistemes de suport vital per a un viatge que duraria almenys cinquanta anys en arribar a les estrelles més properes. La hipòtesi més probable és la construcció d'una nau espacial per a diverses generacions o arc espacial com ho va imaginar Robert Goddard que viatjarien molt per sota de la velocitat de la llum, amb una tripulació de renovació de diverses generacions abans que el viatge s'hagués completat. Això podria realitzar-se per una colònia del sistema solar ja autosuficient dins d'un hàbitat espacial proveït de mitjans de propulsió. També hi ha la hipòtesi de la construcció d'un recipient on part o la totalitat dels tripulants passarien el viatge dormint en forma de criònica (mantenint el cos en suspès o hibernació) i, per tant, requereixen un sistema de suport de vida menys important, però no s'ha desenvolupat pels científics pel fet que encara no és possible retornar a la vida un ésser humà processat en criònica.
Per a l'astrofísic Nicolas Prantzos, encara que la colonització d'altres sistemes planetaris no és estimat per alguns científics a causa de dificultats tècniques insuperables actualment, podria emergir en dos o tres segles amb tres tipus de civilització: una colonitzant planetes similars a la Terra gràcies a la terraformació, una altra colonitzant els asteroides i els cometes, i l'última viatjant a través de les estrelles a bord de les naus hàbitats.

## Justificació i oposició de la colonització espacial

### Justificació

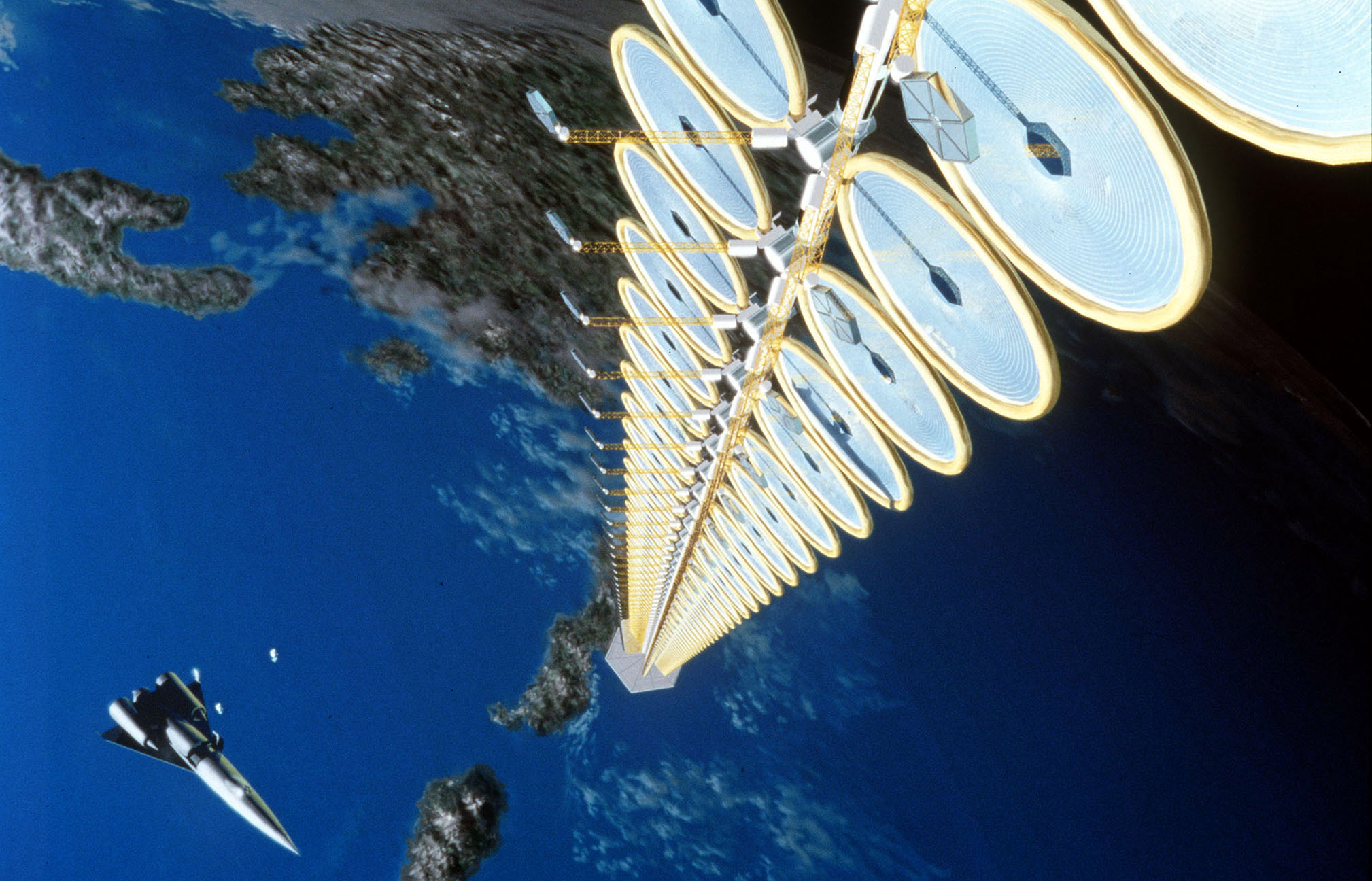
Projecte de la NASA d'una central solar orbital del tipus torre solar, que podria realitzar una transmissió d'energia sense fils a una nau espacial o un receptor planetari.

El 2001, el lloc web de notícies de l'espai SPACE.com va preguntar a Freeman Dyson, J. Richard Gott i Sid Goldstein per què els éssers humans han de viure a l'espai. Van respondre així:
- propagació de la vida i la seva diversitat, l'art, la intel·ligència i la bellesa dins de l'Univers;
- assegurar la supervivència de l'espècie humana ;
- millorar l'economia i salvaguardar el medi ambient, que això inclou :
  - crear recursos a partir de centrals solars orbitals, de l'extracció de fonts fisionables dels asteroides i de l'hidrogen que consta de més del 90% l'atmosfera exterior d'alguns planetes del sistema solar ;
  - protegir el medi ambient terrestre desplaçant les poblacions i la indústria dins l'espai per limitar el seu impacte en la Terra ;
  - facilitar l'accés a nous passatemps com ara el turisme espacial ;
  - importar els recursos inesgotables cap a la Terra com l'heli-3 de la Lluna per a la fusió nuclear.

#### Expansió de la humanitat
El 1798, l'economista Thomas Malthus va afirmar en el seu Assaig sobre el Principi de Població :
«Els gèrmens de l'existència contingut d'aquest punt de la Terra, amb suficient menjar i espai per estendre's, es podria omplir en milions de mons en uns pocs milers d'anys.»
En la dècada de 1970, Gerard O'Neill va suggerir la construcció d'hàbitats espacials capaços de contenir la capacitat de la població de la Terra usant només el cinturó d'asteroides, i fent possible que el sistema solar pogués adaptar-se a les actuals taxes de creixement de la població durant milers d'anys. El promotor de la colonització de l'espai Marshall Savage, prenent la teoria malthusiana de creixement exponencial de la població humana, va estimar el 1992 una població de 5 trilions (5×1018) de persones viurien en tot el sistema solar per l'any 3000, la majoria de la població viuria al cinturó d'asteroides. El professor en planetologia de la universitat d'Arizona John S. Lewis suggereix que els enormes recursos del sistema solar podrien ser utilitzats per contenir vida en 100 biliards (1017 o 100 milions de miliards) de persones. Ell creu que la noció de manca de recursos «és una il·lusió nascuda de la ignorància».
Per l'antropòleg Ben Finney que, entre d'altres, va participar en el projecte SETI i l'astrofísic Eric Jones, la migració de la humanitat a l'espai està en continuïtat amb la història i la natura, resultant en una adaptació tecnològica, social i cultural per conquerir nous territoris i entorns.

#### Preservació de l'espècie humana

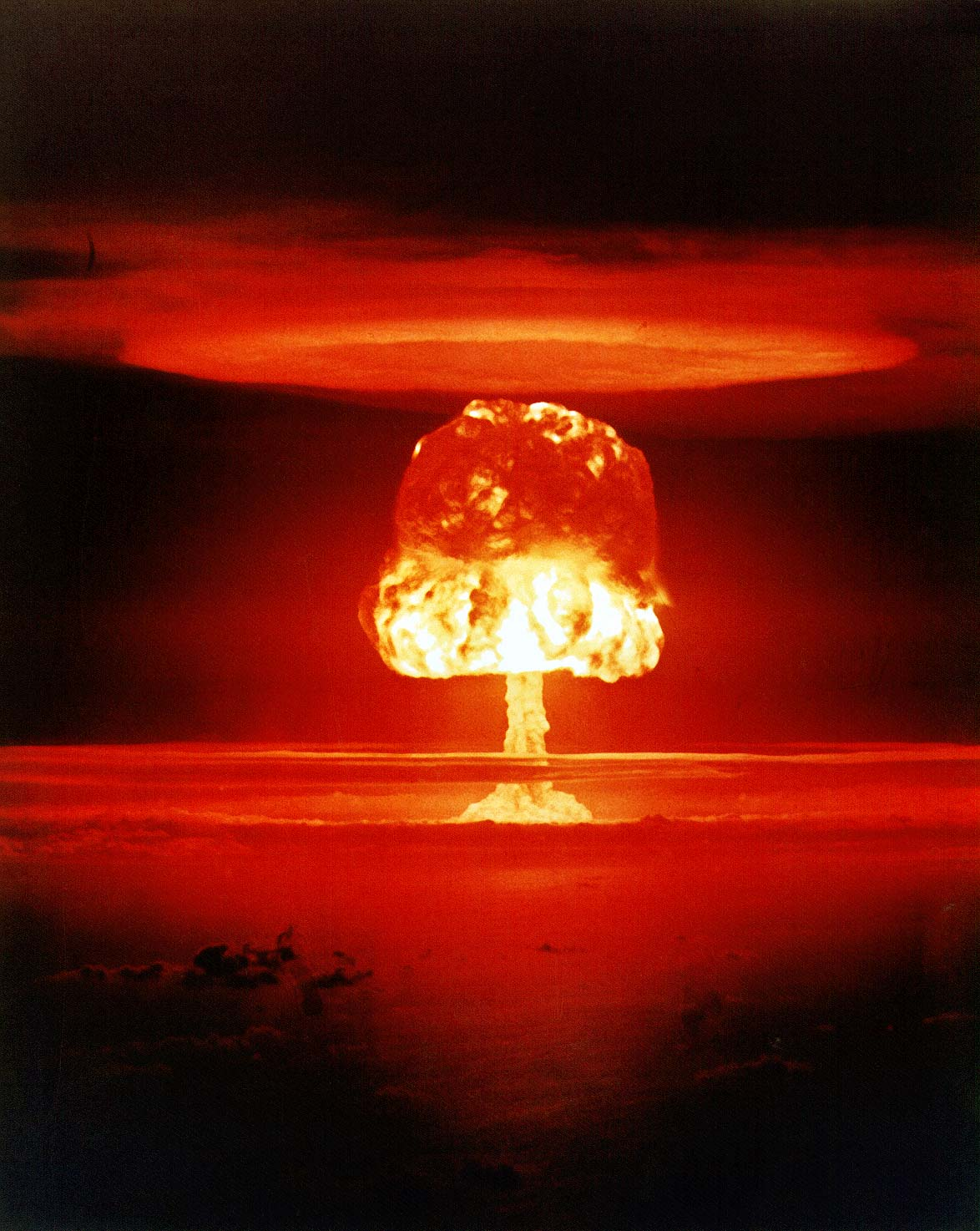
Una de les justificacions de la colonització de l'espai és la preservació de la humanitat en cas de catàstrofe natural o humana mundial (Prova nuclear de la bomba H d'11 megatones Castle Romeo, 1954).

Louis J. Halle, exmembre del Departament d'Estat dels Estats Units, va escriure en Foreign Affairs que la colonització de l'espai preservaria la humanitat en el cas d'una guerra nuclear. En la mateixa línia, el periodista i escriptor William E. Burrows i el bioquímic Robert Shapiro van proposar un projecte privat, l'Aliança per al socors de la civilització amb la finalitat d'establir una espècie de reserva extraterrestre a la civilització humana. Així, el científic Paul Davies dona suport a la idea que, si una catàstrofe planetària amenaçés la supervivència de l'espècie humana a la Terra, una colònia auto-suficient podria «retro-colonitzar» la Terra i restablir la civilització. El físic Stephen Hawking també remarca :
«No crec que la raça humana sobreviurà als propers milers d'anys, llevat que estigui també a l'espai. Hi ha massa accidents que poden destruir la vida en un sol planeta. Però sóc optimista. Arribarem a les estrelles.»
Per ell, confinar la raça humana en un sol planeta fa que qualsevol desastre com un xoc amb un asteroide o una guerra nuclear podria conduir a una extinció massiva. La colonització del sistema solar seria un primer pas abans de buscar un altre planeta amb les condicions favorables de la Terra dins d'un altre sistema planetari, al voltant d'una altra estrella.
De manera similar, la colonització d'altres sistemes solars permetria escapar d'una Terra feta inhabitable pels mateixos humans, de la destrucció programada del nostre Sol, i la colonització d'altres galàxies permetria subsistir en cas de col·lisió entre galàxies.

#### Nova frontera en contra de la guerra

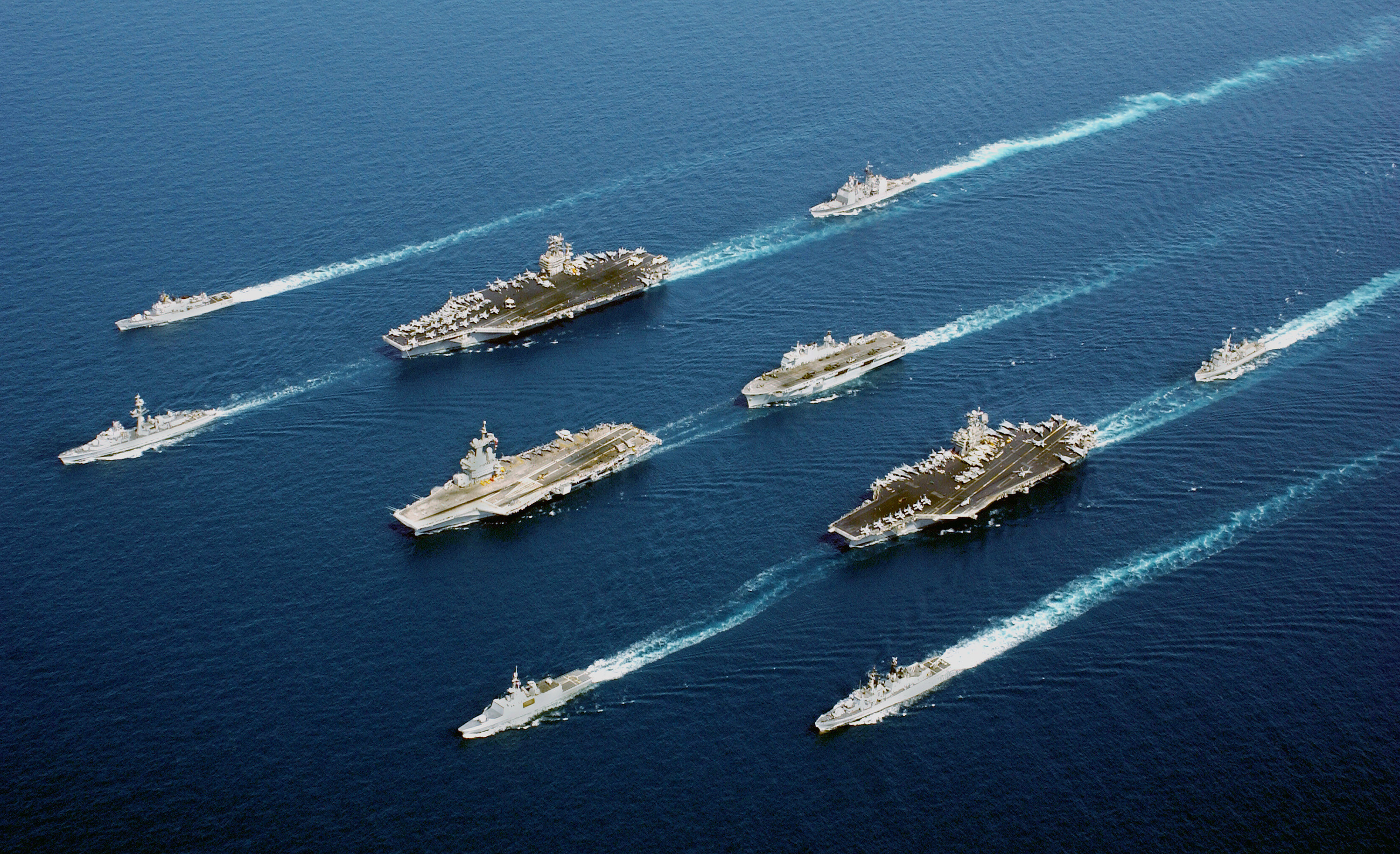
Flota militar internacional durant l'operació Enduring Freedom, abril de 2002.

Una altra raó important per justificar la colonització de l'espai és l'esforç continu per augmentar la capacitat tecnològica i de coneixement de la humanitat que podria reemplaçar avantatjosament la competència negativa com la guerra. La Mars Society va declarar per exemple :
| « | Hem d'anar a Mart, perquè és un desafiament formidable. Les civilitzacions necessiten mesurar aquests desafiaments per desenvolupar-se. La guerra ha jugat aquest paper durant molt de temps. Ara hem de trobar altres raons superar-nos. | » |

En efecte, el pressupost espacial és menor que el de defensa. Per exemple prenent el cas dels Estats Units el 2008, s'estima que 845 miliards de dòlars són els costos directes de la guerra de l'Iraq. En comparació, el telescopi espacial Hubble va costar 2 miliards de dòlars i el pressupost anual de la NASA és de 16 miliards. La prioritat donada a la guerra a l'Iraq és un mal ús del pressupost federal segons el columnista i fundador d'USA Today Allen Neuharth. Les estimacions pressupostàries actuals de la NASA fins al 2020 que inclouen l'operació de l'Estació Espacial Internacional i la instal·lació d'una base a la Lluna no superen els 25 miliards de dòlars per any.
El president de la Mars Society Robert Zubrin compara la importància històrica de les decisions preses entre la guerra i la conquesta del nou món en l'època d'Isabel la Catòlica i Ferran d'Aragó, recordats entre altres esdeveniments per finançar l'expedició de Cristòfor Colom, no només pel seu poder polític.

#### Avenços i noves tecnologies

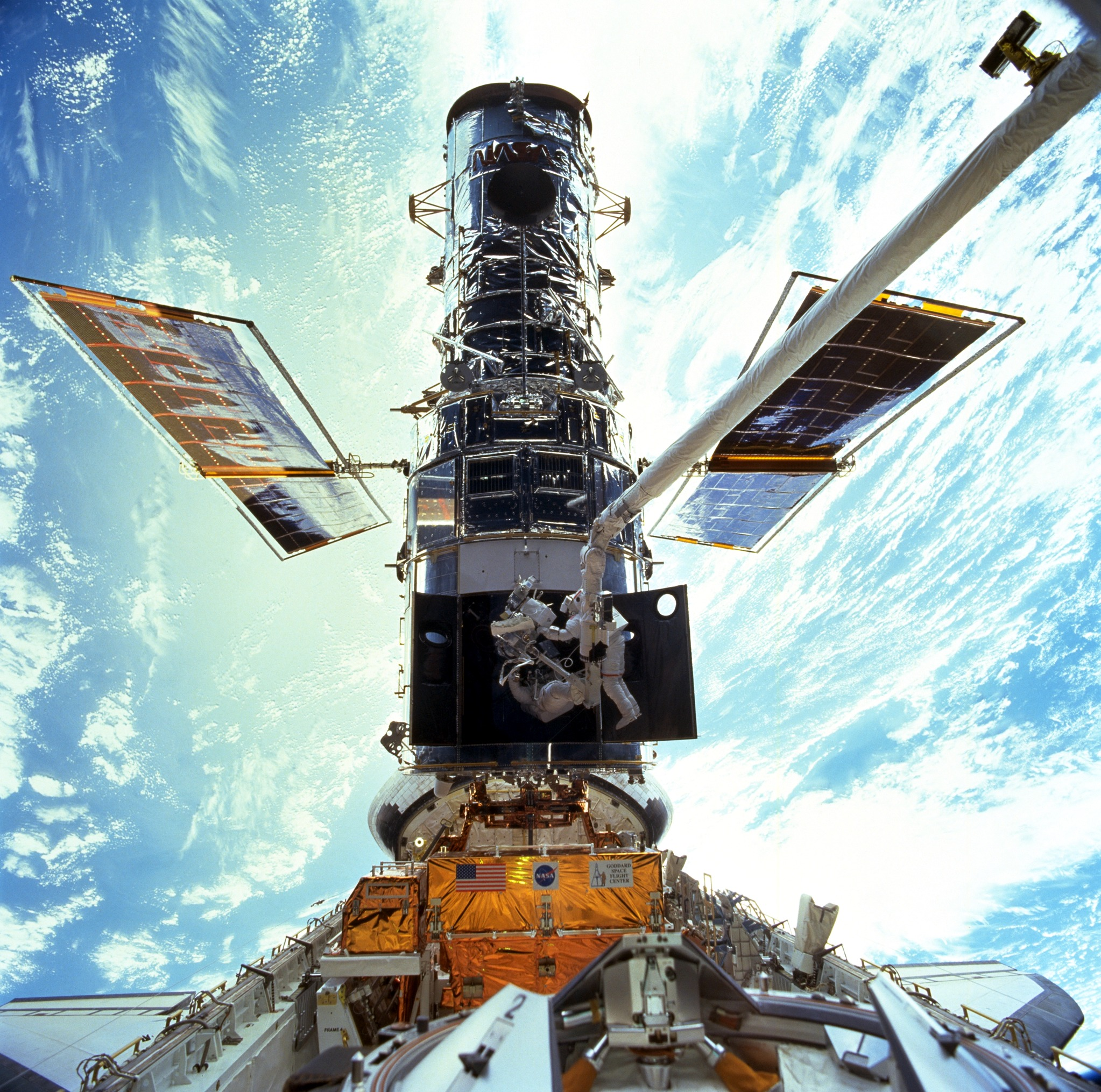
El telescopi espacial Hubble en reparació en la missió STS-103.

La tecnologia espacial a partir de la conquesta de l'espai ha ajudat a la humanitat en general : satèl·lits de comunicacions, de meteorologia i d'observació de la Terra, el GPS involucrat en la vida quotidiana terrestre i de nombroses tecnologies que s'utilitzen en una varietat de sectors de la indústria i el comerç per a l'aeronàutica, les energies renovables, la plàstica, la ceràmica, etc. ·  · .
Segons W. H Siegfried de Boeing Integrated Defense Systems, la colonització de l'espai permetrà estendre aquests beneficis a l'economia, la tecnologia i per la societat, tot en una escala encara més gran.
Colonitzar l'espai permetrà posteriorment la construcció i llançament d'hàbitats espacials molt més grans, per exemple amb materials enviats des de la Lluna o l'atracció gravitacional és sis vegades menor que a la Terra amb l'ús de catapultes electromagnètiques, o segons la Força Aèria dels Estats Units d'Amèrica la construcció de naus espacials més pesades en els hàbitats espacials. Els estudis han demostrat que els telescopis o radiotelescopis gegants explorant l'univers poden ser construïts totalment a la Lluna permetent condicions d'observació millors que a la Terra · .

#### Cooperació i l'entesa global

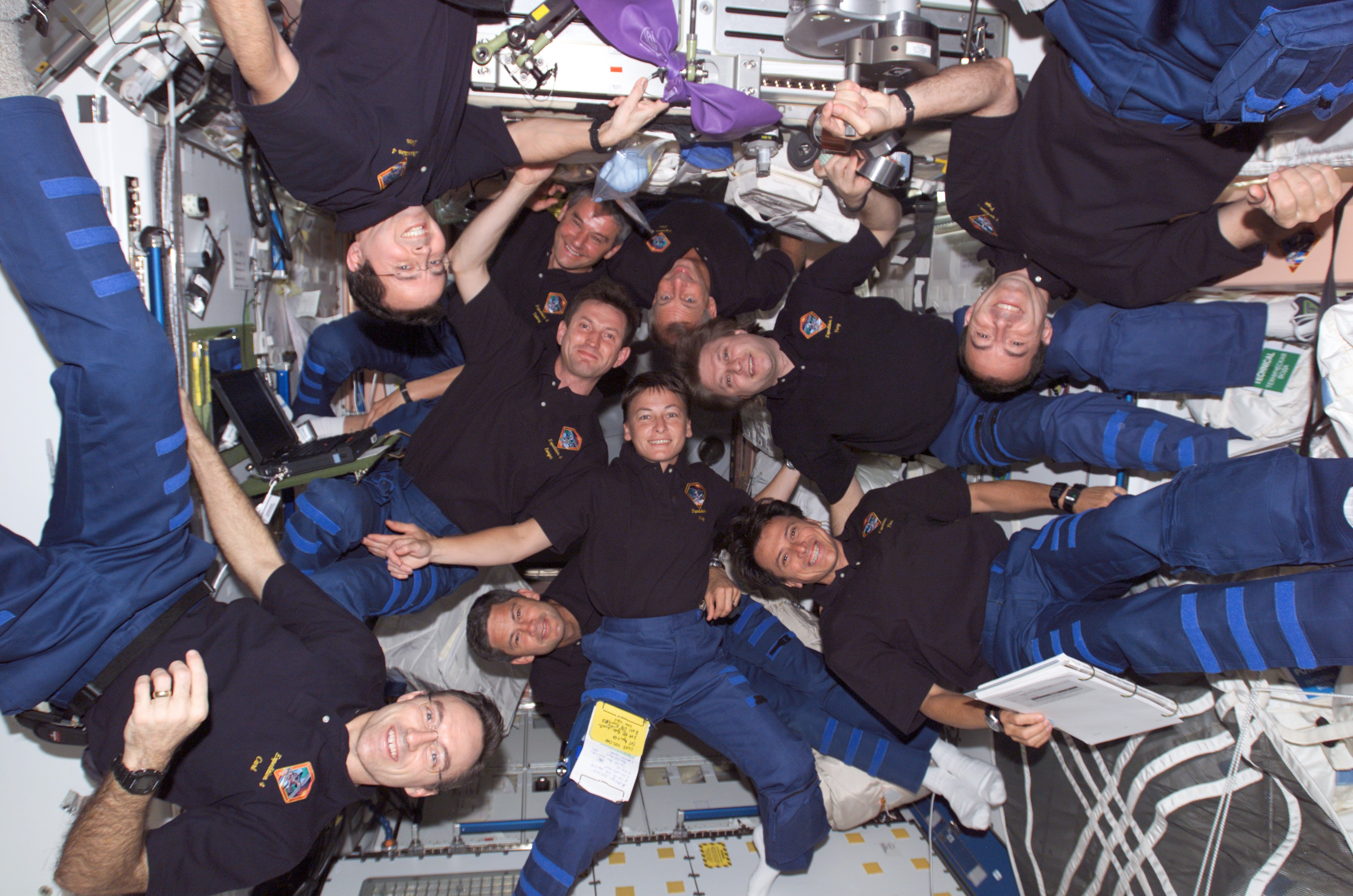
Exemple de cooperació internacional necessària per la conquesta de l'espai: astronautes i científics americans, francesos i russos durant la missió STS-111 agrupant l'expedició 4 i l'expedició 5 a bord de l'ISS.

Veure la Terra com un sol objecte i l'escala còsmica, pot donar un fort sentit d'unitat i d'humilitat als seus habitants, tant la comprensió de la fragilitat de la biosfera com la immaterialitat de les fronteres com va assenyalar l'astrònom i l'escriptor Carl Sagan (que va crear el Planetary Society) en el seu llibre Un punt blau pàl·lid. En més de 40 anys de pràctica, la cooperació internacional a l'espai ha demostrat el seu valor com una força unificadora.
El 2005, el director de la NASA Michael Griffin es va unir a l'opinió expressada per Werner von Braun a l'època del programa Apollo, va identificar que la colonització de l'espai és el propòsit final dels programes espacials:
| « | ...L'objectiu no és només l'exploració científica... També hi ha l'expansió de l'hàbitat humà més enllà de la Terra a mesura que avancem en el temps... A llarg termini, les espècies que es troben en un sol planeta no sobreviuran... Si els éssers humans volen sobreviure durant centenars, de milers o milions d'anys, necessitem poblar altres planetes. Avui en dia la tecnologia és tan gran que és difícil d'imaginar els límits. Estem només als inicis... em refereixo a un dia, i jo no sé quan, hi haurà més éssers humans que viuran fora de la Terra que a la seva superfície. Pot ser que també hi haurà persones que viuran a les llunes de Júpiter i d'altres planetes. Tindrem personal en la construcció d'hàbitats en asteroides... Sé que els humans colonitzaran el sistema solar i algun dia serà més enllà. | » |

### Oposició

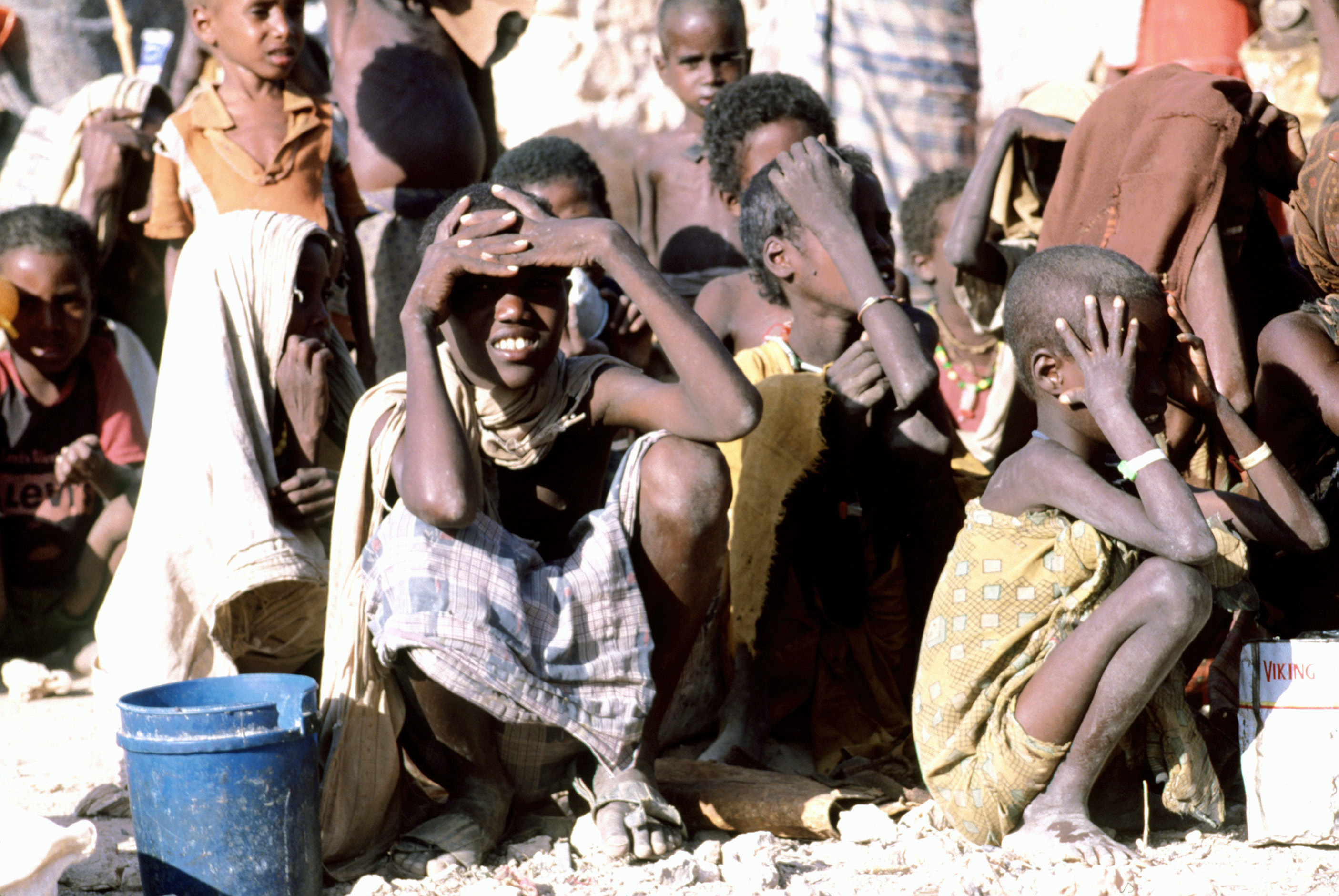
Una de les raons adduïdes pels opositors de la colonització de l'espai és que abans de colonitzar altres planetes, s'ha de donar prioritat a la solució dels urgents problemes que ocorren a la Terra (Fam a Somàlia, 1992).

#### Alt cost, tecnologies especulatives i baix interès
El doctor Keith Cowin, científic exespecialista de la NASA, i Richard C. Cook, exanalista del govern dels Estats Units, creuen que la colonització espacial és massa cara i serà una pèrdua de temps, de diners públics i també per als programes de finançament privat amb enormes costos. L'Estació Espacial Internacional, per exemple, va costar més de 100 miliards de dòlars sense resultat immediat i amb un pressupost que podria ser utilitzat per millorar les condicions de vida a la Terra o d'altres programes espacials · . A més a més, segons Cook, la colonització de l'espai podria anaria acompanyada d'una remilitarització i d'una nova cursa armamentista. El senador americà Bill Nelson, exastronauta, creu que el 5% d'increment anual en el pressupost de la NASA no és suficient per assegurar la realització del programa Vision for Space Exploration del president Bush i malgrat el fet que els Estats Units gasten més en investigació espacial que qualsevol altre país al món en el seu conjunt. El 55% de l'opinió pública americana en un estudi del 2004 preferien que el pressupost de l'Estat s'utilitzés per a l'educació o la salut en lloc d'un nou programa.
Per André Lebeau, l'exdirector del CNES i director dels programes de l'ESA, les activitats comercials relacionades amb la colonització de l'espai són encara limitades, enfocades en objectius més aviat fràgils. A més, les tecnologies necessàries són extremadament complexes, o especulatives, i no hi ha cap garantia de funcionament de manera satisfactòria i rendible. També va assenyalar que molts llocs habitables de la Terre no s'utilitzaten (tres quartes parts de la superfície del planeta estan pràcticament deshabitades, per no esmentar el vast entorn submarí i subterrani), que nombrosos recursos resten inexplotables (combustibles fòssils, urani, menes… i altres recursos del subsòl a profunditats inexplorades o hostils; el potencial solar dels deserts (àrids com congelats) i el potencial eòlic de l'energia del transport marítim i de muntanya; hi ha hidrogen abundant però està mal controlat...) i que seria a priori molt més fàcil que colonitzar l'espai.
Per altres, els avanços tecnològics relacionats a la conquesta espacial semblen beneficiar només les tecnologies dels països més desenvolupats i els interessos econòmics dels més influents. Pel Nobel de física Richard Feynman, la conquesta de l'espai no aportarà grans avanços científics.

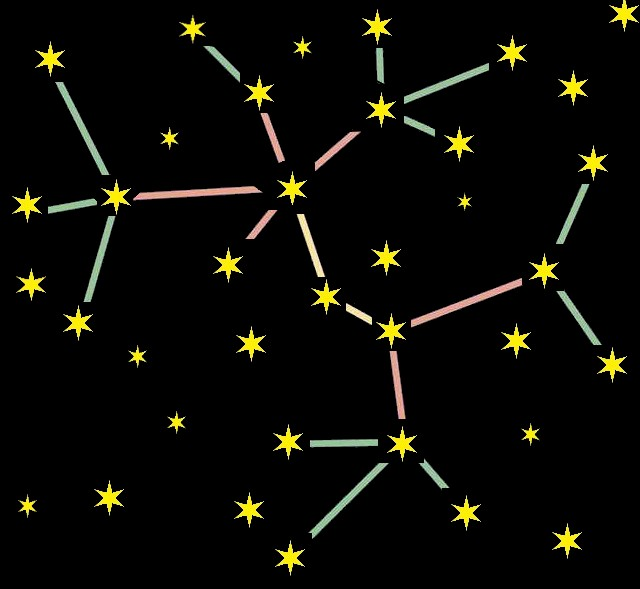
Representació del model de coral de colonització d'algunes estrelles.

#### Presència robòtica més rendible que la presència humana
El progrés de la robòtica i de la intel·ligència artificial fa que el físic Lawrence Krauss declari que la presència humana a l'espai és completament inútil, almenys en el futur pròxim. En efecte, des de l'últim viatge de l'Apollo a la Lluna (Apollo 17, 1972), tota l'exploració espacial més enllà de l'òrbita de la Terra es porta a terme per les sondes no tripulades amb una dosi creixent d'autonomia. Instal·lar colònies humanes només eliminaria els finançaments a projectes científics automatitzats més rendibles. En una entrevista concedida a la revista La Recherche, Jacques Blamont, que va ser un dels creadors de l'ESA, va declarar que  .. Jacques Blamont afegeix que :
 .
Aquesta és també l'opinió del professor Alex Roland, especialitzat en la història de la NASA.
Per tant, és més probable que si els recursos extraterrestres del sistema solar són algun dia explotats, que serà predominantment a través de la maquinària no tripulada i preprogramada, possiblement, sota la supervisió d'equips humans reduïts. Donada l'extensió potencial terrestre inexplorada fins ara, la colonització seriosa de l'espai probablement no superarà l'òrbita baixa de la Terra a curt termini.

#### Risc de contaminació
En el cas que existís hipotèticament vida extraterrestre, es va plantejar el risc de contaminació i d'ecocidi d'un altre planeta per la instal·lació d'assentaments humans. En el cas del planeta Mart, Robert Zubrin considera que, encara que es pogués conèixer vida a Mart en forma de bacteries és completament diferent, el fet de renunciar a la colonització o la terraformació per protegir una afirmació que no és estètica sinó ètica i que és la limitació del que és bo per a la humanitat. Per ell, trobar vida a Mart demostraria que l'aparició de la vida és alguna cosa comuna a l'univers, i per tant, que la vida tindria un interès científic. Una «retrocontaminació» de la Terra per les bacteries extraterrestres també és possible.

## Colonització de l'espai per civilitzacions alienígenes

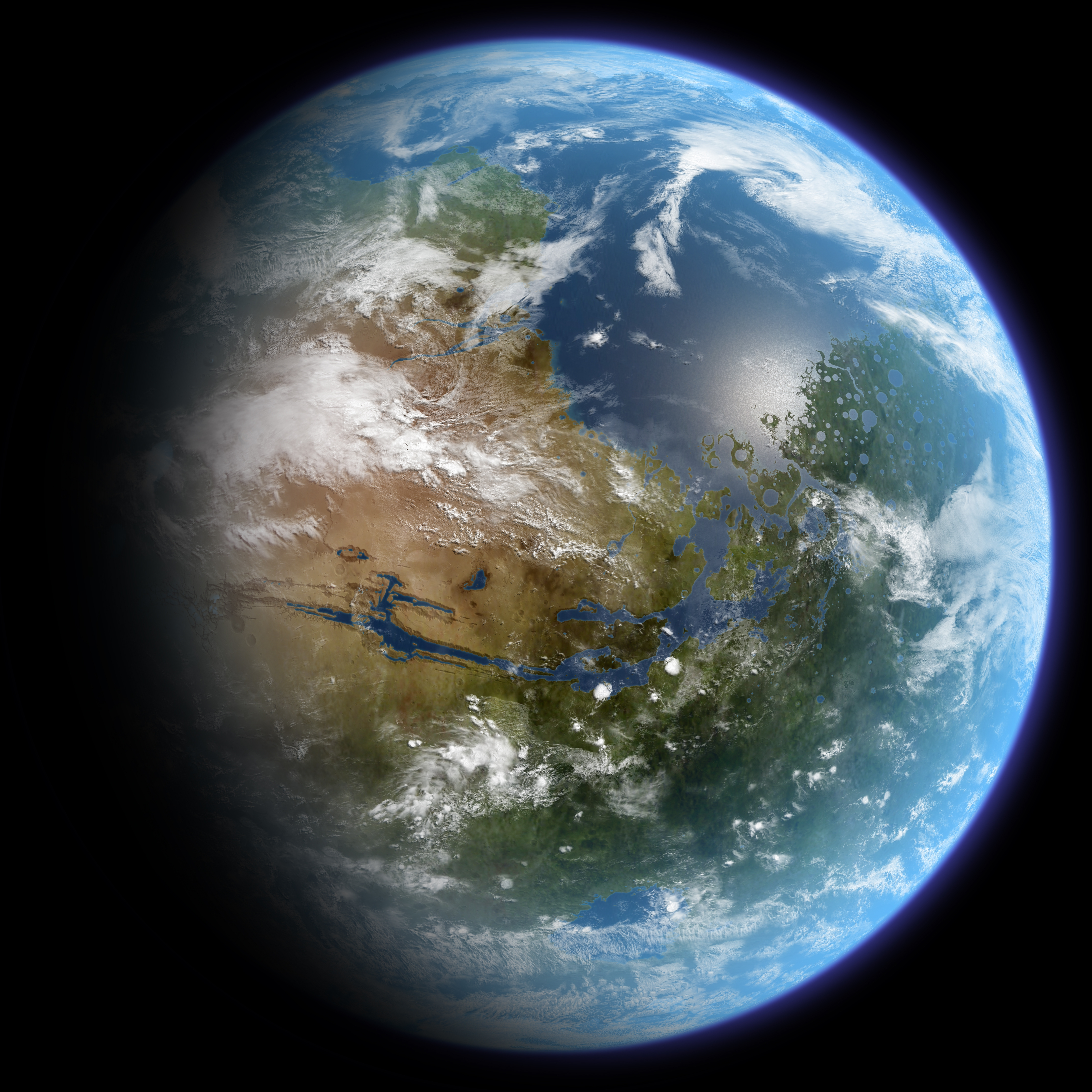
Una visió artística de Mart terraformat centrat a Valles Marineris. Tharsis és visible en el costat esquerre. Aquesta transformació ha estat ideat en la Triologia de Mart de l'escriptor de ciència-ficció Kim Stanley Robinson també estudiat per científics com Robert Zubrin. Tant Robinson com Zubrin són membres de la Mars Society.

Suposant que la vida es desenvolupa en altres parts de l'univers i que les civilitzacions extraterrestres existeixen i han assolit un nivell suficient de tecnologia, poden haver participat en la colonització d'un altre sistema estel·lar. La paradoxa de Fermi, emesa pel físic del mateix nom, es basa en el fet que si aquestes civilitzacions existeixen i han colonitzat la galàxia, la humanitat hauria trobat les seves empremtes en forma d'ones de ràdio en què l'extraterrestre visités la Terra. S'han proposat moltes hipòtesis per resoldre aquesta paradoxa, amb la hipòtesi de la Terra especial que postula que la vida només existeix a la Terra en la hipòtesi del zoològic per als extraterrestres que observen la Terra i la humanitat a distància, sense tractar d'interaccionar, com l'observació d'investigadors que observen animals primitius a distància, evitant el contacte per tal de no pertorbar.
El model coral·lí de colonització galàctica elaborat per Jeffrey O. Bennett i G. Seth Shostak descriu la possible distribució de les civilitzacions que suposadament colonitzarien els sistemes estel·lars en la galàxia. L'astrònom Claudio Maccone calcula que amb un període de dos milions d'anys, la humanitat s'haurà estès per tota la galàxia, en viatge constant a l'1% de la velocitat de la llum, i donat un temps de colonització de planetes habitables de 1.000 anys. Donada l'edat de l'univers, Maccone creu que la paradoxa de Fermi es resoldria.

## Influència de la ciència-ficció
Si la colonització de l'espai és un tema clàssic en la ciència-ficció, una història del concepte la NASA et par Robert Salkeld destaca el paper dels precursors de la ciència-ficció al costat dels fundadors de l'astronàutica, on, per exemple, Jules Verne va estar amb Konstantín Tsiolkovski. Encara, establir colònies espacials són un element important en les històries de ciència-ficció, les obres de ficció que exploren els temes, socials o pràctics, de la colonització i l'ocupació d'un món habitable són molt més rars.
En efecte, la colonització com a tema de ficció i com un projecte de recerca no són independents. La investigació alimenta la ficció i la ficció és inspirada per la investigació. El projecte ITSF (Innovacions tecnològiques de la ciència-ficció per les aplicacions espacials), recolzat per l'ESA, és un exemple d'aquesta fertilització creuada.
L'escriptor de ciència-ficció Norman Spinrad destaca el paper de la ciència-ficció com a força visionària que va conduir la conquesta de l'espai, expressió a través de les seves tendències imperialistes, i la colonització de l'espai. També es demostra que el politòleg i escriptor de ciència-ficció Jerry Pournelle vol revalidar la conquesta d'espai per a aquesta finalitat a principis de la dècada de 1980, posant-se en marxa el projecte d'Iniciativa de Defensa Estratègica de l'administració Reagan, que per a ell és un fracàs, perquè en comptes del programa militar no hi va haver programa espacial, és el contrari es produeix, els 40 miliards de dòlars de cost del programa es treuen realment a la construcció d'una base a la Lluna.
Un dels grans noms de la ciència-ficció, Arthur C. Clarke, un ferm defensor de les idees de Marshall Savage, va anunciar en un article futur del 2001, la data en un dels seus títols més reeixits, en què hi ha 2057 éssers humans a la Lluna, Mart, Europa, Ganímedes, Tità i en òrbita al voltant de Venus, Neptú i Plutó.